# Cleveland
Vous lisez un « bon article » labellisé en 2008.
Pour les articles homonymes, voir Cleveland (homonymie).
Cleveland (en anglais [ˈkliːvlənd]) est une ville portuaire du Midwest des États-Unis située sur la rive sud du lac Érié, dans l'État de l'Ohio.
Surnommée « la ville-forêt » (The Forest City), la « côte nord américaine » (America's North Coast), « C-Town » ou « The Cleve », la ville est fondée en 1796 et devient rapidement un centre industriel grâce à son port fluvial, dont la position, au carrefour des Grands Lacs et d'un canal de jonction vers le Mississippi, est stratégique. Son économie est ensuite touchée par la désindustrialisation durant la seconde moitié du XXe siècle avant que la ville n'essaie de se reconvertir dans les services financiers et d'assurance.
Selon le recensement de 2020, la ville de Cleveland compte 372 624 habitants (les Clevelandais) ce qui en fait  la deuxième de l'État après Columbus, la capitale. Elle se trouve au cœur du Grand Cleveland (Greater Cleveland) qui constitue la deuxième plus grande agglomération de l'État de l'Ohio (après celle de Cincinnati). L'agglomération Cleveland-Elyria-Mentor regroupait 2 057 009 personnes en 2020.
Grâce au mécénat des riches citoyens de la ville, l'offre culturelle est importante (exemple : la bibliothèque de Cleveland (en)). Des investissements récents ont permis de développer des équipements touristiques en centre-ville comme le Cleveland Metroparks Zoo, le Progressive Field, le Cleveland Museum of Art, le Rock and Roll Hall of Fame et le Playhouse Square Center (en).

## Histoire

### Établissement et fondation (1796)

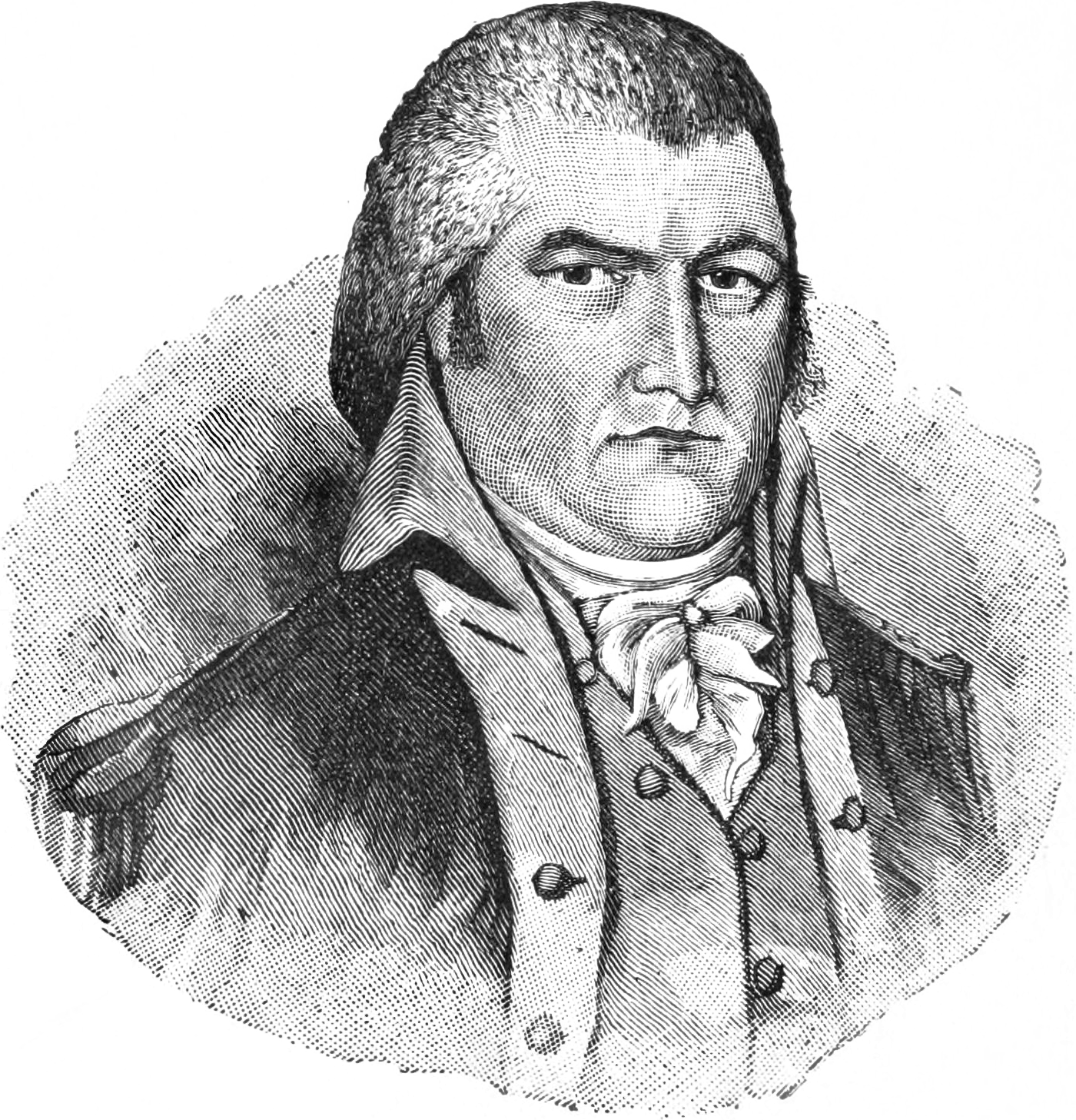
Général Moses Cleaveland.

En mai 1796, le général Moses Cleaveland (1754-1806), ancien protagoniste de la guerre d'Indépendance, est approché par les administrateurs de la société Connecticut Land Company, dont il est actionnaire. Il est alors chargé de diriger l'enquête sur les voies et la localisation de leurs futurs achats de terres. Il doit également mener des négociations avec les Amérindiens vivant sur place. Son expédition quitte Schenectady dans l'État de New York en juin 1796, composée d'une cinquantaine de personnes, dont six topographes, un médecin, un aumônier, un batelier, trente-sept employés, un petit nombre d'émigrés et deux femmes accompagnant leurs maris.
À Buffalo, une délégation de la nation Mohawk et de la tribu des Amérindiens Seneca s'oppose à leur entrée dans la Western Reserve, arguant qu'il s'agit de leur territoire. Ils renoncent finalement à leurs droits après avoir reçu des marchandises d'une valeur de 1 200 dollars. Le général Cleaveland accoste à l'embouchure de la rivière Cuyahoga le 22 juillet 1796. Une fois monté sur les berges, il se trouve face à une plaine recouverte d'une forêt luxuriante, qui le convainc qu'il s'agit d'un site idéal pour l'établissement d'une ville. Celle-ci est donc fondée le 22 juillet 1796 et les employés nomment l'endroit Cleaveland, en l'honneur de leur chef. L'orthographe du nom de la ville prit sa forme définitive en 1831 : le premier « a » fut supprimé car le nom « Cleaveland » était trop long et n'entrait pas dans la une du journal local, le Cleveland Advertiser.

### Développement urbain et industriel (1820-1930)
Cleaveland supervisa les plans du centre-ville moderne, organisé autour de Public Square, avant de retourner chez lui définitivement. Il ne se rendit plus jamais en Ohio. Le premier colon de Cleaveland se nommait Lorenzo Carter et construisit une cabane sur les rives de la rivière Cuyahoga. La première année, Cleaveland ne comptait que quatre colons, probablement à cause de l'insalubrité de la zone. Le hameau fut constitué en village (incorporation), le 23 décembre 1814. La croissance de la population fut très lente, celle-ci n'atteignant les 150 habitants qu'en 1820.
Bien que située dans une région marécageuse aux hivers rudes, la localisation de la cité en bordure de lac fut un avantage certain dans son développement. Elle grandit rapidement après la construction du canal Ohio-Érié en 1832, faisant de la ville un point de passage obligé entre la rivière Ohio et les Grands Lacs (notamment pour le transport du minerai de fer depuis le Minnesota). L'apparition du chemin de fer permit d'accroître encore ce développement. La croissance urbaine aidant, Cleveland fut incorporée en tant que ville en 1836.

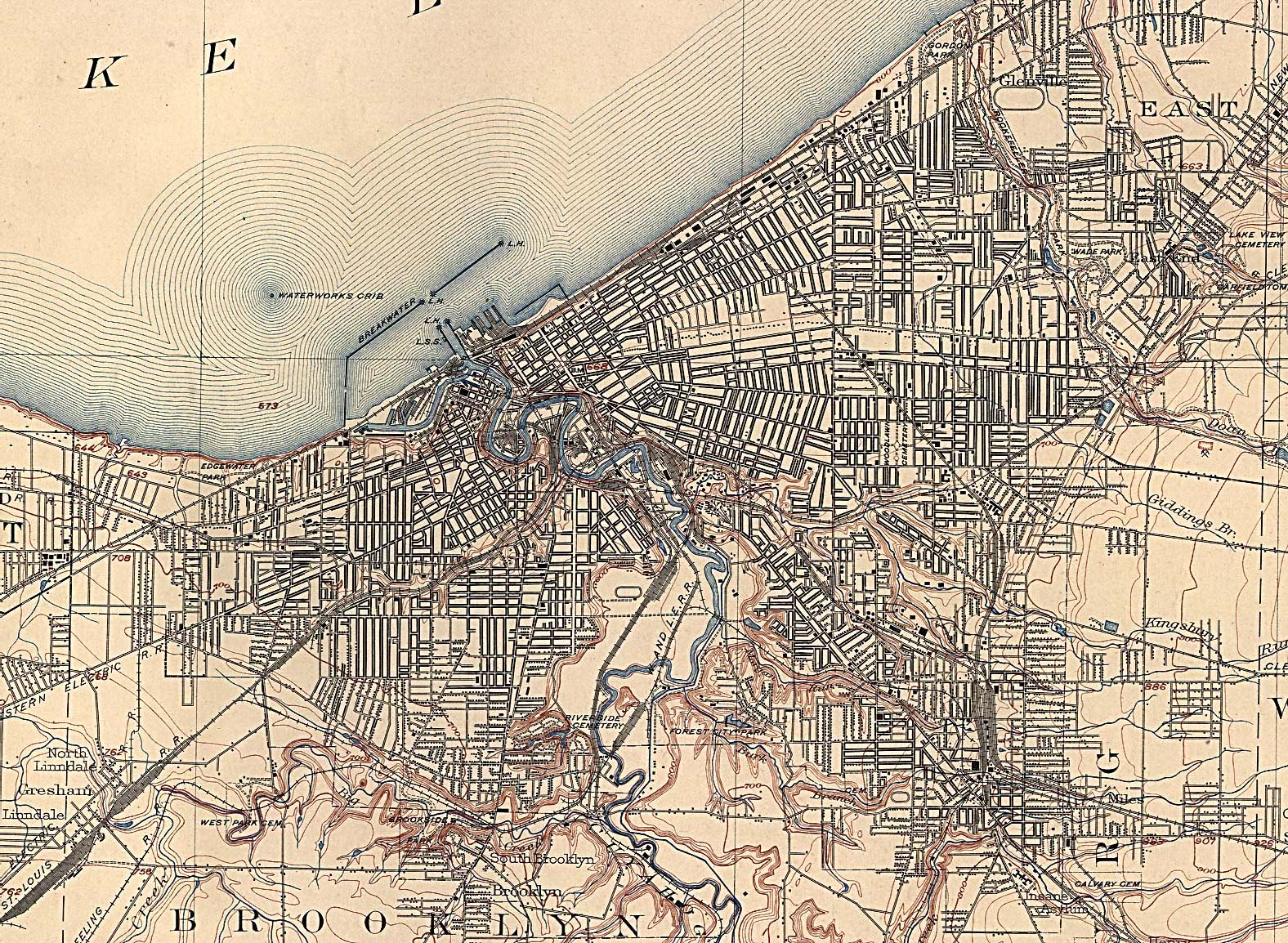
Plan de Cleveland, en 1904.

À l'époque, l'agglomération s'étendait sur la rive orientale de la Cuyahoga et finit par entrer en conflit ouvert avec la ville voisine d'Ohio City, de l'autre côté de la rivière. Ohio City conserva son indépendance jusqu'à ce qu'elle soit annexée par Cleveland, en 1854.
Dans la deuxième moitié du XIXe siècle, Cleveland est devenu un centre industriel majeur des États-Unis, siège de nombreuses aciéries. En 1920, la fortune du fondateur de la Standard Oil, John Davison Rockefeller, était faite et Cleveland était la cinquième ville la plus peuplée du pays. Sous l'égide du maire démocrate Tom Loftin Johnson (1854–1911), elle fut un foyer actif du mouvement progressiste à la fin du XIXe et au début du XXe siècle.
Le peintre impressionniste Karl James Anderson arrive à Cleveland en 1891-92. Il y retouche de vieilles photographies pour un photographe, tout en suivant des cours du soir de portrait au crayon à la Cleveland School of Art.
Pour célébrer le centenaire de l'incorporation de la ville de Cleveland, une exposition fut organisée à partir de juin 1936, sous le nom d'Exposition des Grands Lacs (Great Lakes Exposition, en anglais), sur la rive du lac Érié au nord du centre-ville. Conçue comme un moyen pour dynamiser une ville frappée de plein fouet par la Grande Dépression, elle a attiré quatre millions de visiteurs pour sa première saison, et quelque 7 millions pour la seconde (et dernière) édition, en septembre 1937. L'exposition se déroulait sur le terrain qui accueille désormais le Great Lakes Science Center (littéralement le centre scientifique des Grands Lacs), le Rock and Roll Hall of Fame et l'aéroport de Cleveland Burke Lakefront.

### Déclin démographique et économique (1945-2008)
Immédiatement après la Seconde Guerre mondiale, la ville a connu une courte période d'essor. Proclamée « meilleure ville du pays » par les entreprises, Cleveland a vu sa population atteindre son apogée en 1949 avec 914 808 habitants. Cependant, dans les années 1960, à la suite du déclin des industries lourdes et des migrations des habitants vers les nouvelles banlieues, la ville a peu à peu dépéri. À l'instar d'autres grandes villes américaines, Cleveland fut également le siège d'émeutes raciales à partir de 1966 (avec notamment les émeutes de Hough en juillet 1966 et aux règlements de compte de Glenville en juillet 1968). Dès lors, la situation financière de la ville se dégrada de manière brutale et, sous le mandat du maire Dennis Kucinich, en décembre 1978, Cleveland devient la première grande ville américaine depuis la Grande Dépression à faire défaut sur ses paiements. Les médias nationaux ont alors commencé à parler de Cleveland comme de « l'erreur sur le lac » en référence à ses difficultés financières, au fameux incendie de la Cuyahoga en 1969 (la rivière était tellement polluée par des déchets industriels que les immondices prirent feu et ravagèrent un pont) et aux difficultés que rencontraient ses équipes sportives professionnelles.
Depuis, la ville a beaucoup œuvré pour se défaire de ce surnom. Au cours des vingt dernières années, la ville a connu un renouveau relatif (le Jacobs Field et le Rock and Roll Hall of Fame attirent de nombreux visiteurs), allant même jusqu'à être citée en exemple par les médias américains dans le domaine des partenariats public-privé, de la revitalisation du centre-ville et de la rénovation urbaine.
La région métropolitaine poursuit son redressement sous les mandats de George Voinovich et Michael R. White, avec le réaménagement des zones du complexe Gateway (avec le Jacobs Field et le Quicken Loans Arena) dans le centre-ville et le long des côtes (avec le Rock and Roll Hall of Fame, le stade Cleveland Browns et le Great Lakes Science Center). Bien que Cleveland ait été saluée par les médias comme une « Come Back City »,, un grand nombre de quartiers défavorisés connaissent des difficultés en matière de sécurité et le système scolaire public souffre de graves problèmes. Le développement économique, la rétention des jeunes travailleurs qualifiés et la capitalisation du front de lac figurent parmi les priorités municipales actuelles.
La crise des subprimes touche durement Cleveland en 2007 avec 70 000 logements saisis par les banques et autres organismes prêteurs pour défaut de remboursement des emprunts. Constatant les ravages occasionnés par cette crise, avec l'explosion de la criminalité et l'abandon de certains quartiers, la ville de Cleveland intente en janvier 2008 un procès à 21 banques et organismes de crédit.

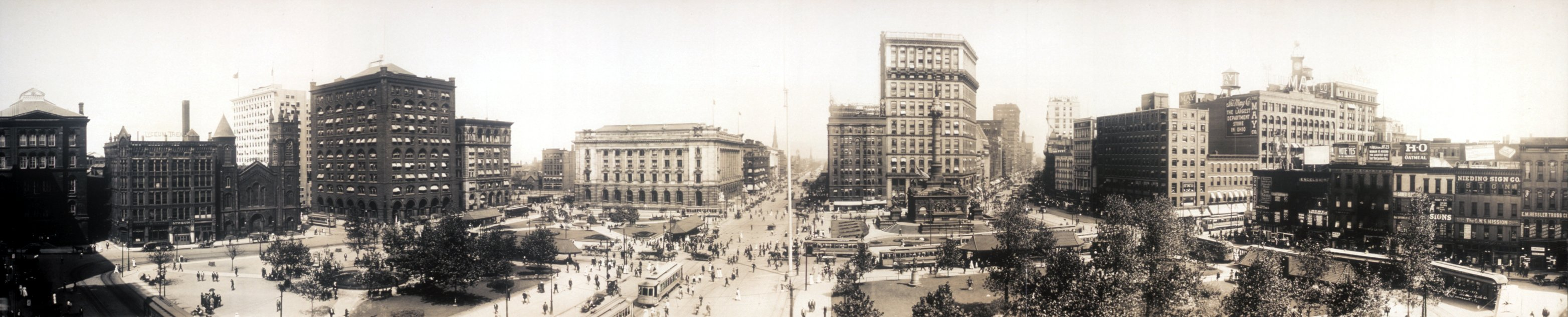
Vue panoramique de Public Square en 1912.

## Géographie

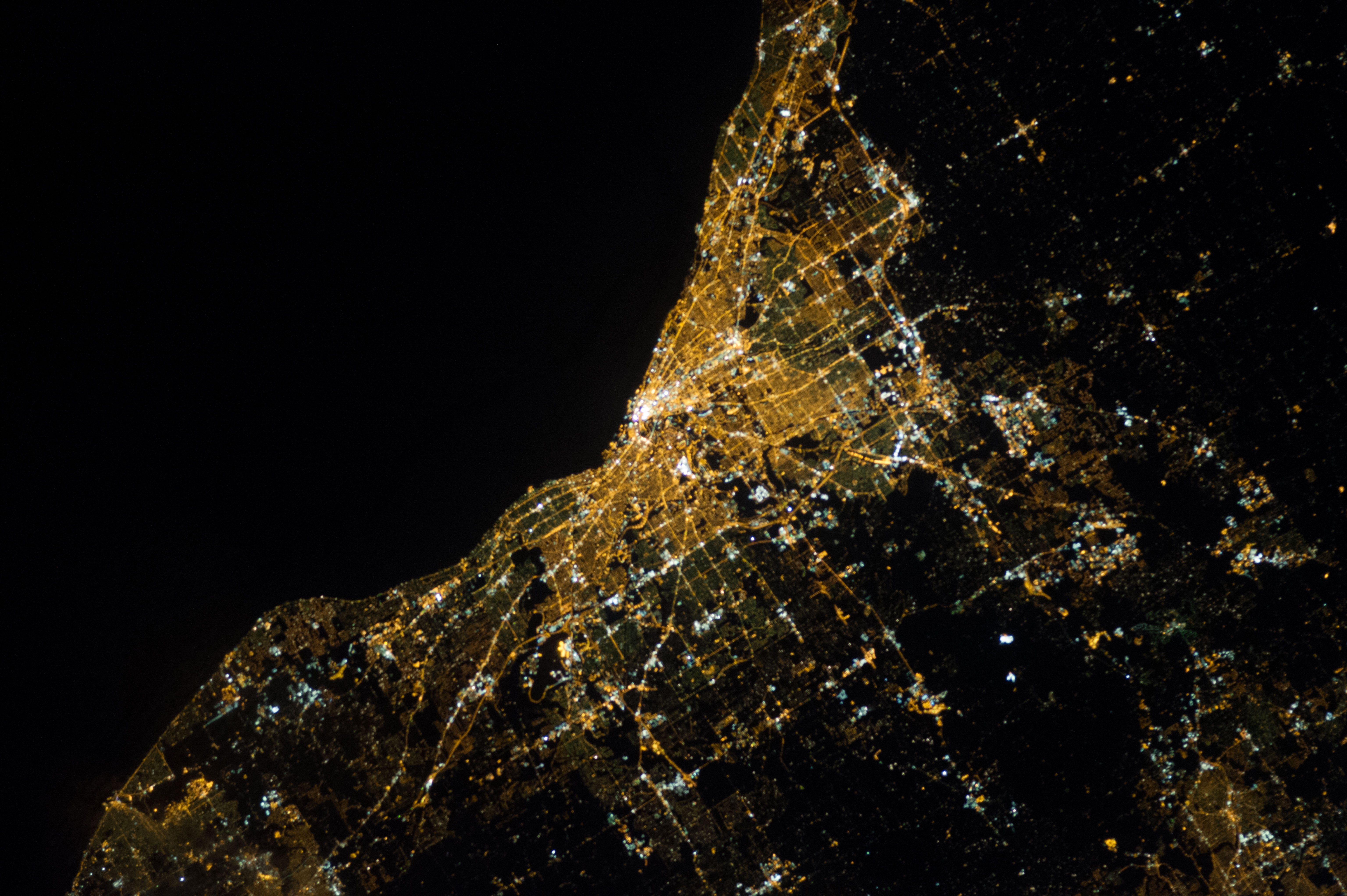
Image satellite de Cleveland prise de nuit.

### Topographie
Selon le Bureau du recensement des États-Unis, la ville s'étend sur 213,5 km2 constitué par 201 km2 de terrain et 12,5 km2 de plan d'eau (soit 5,87 % du total).
La rive du lac Érié est située à une altitude de 173 mètres. Cependant, la ville s’étend sur une série de promontoires à peu près parallèles au lac. À Cleveland, ces promontoires sont principalement séparés par la rivière Cuyahoga ainsi que deux petits cours d’eau, Big Creek et Euclid Creek. Les altitudes s’élèvent rapidement à partir des bords du lac. Public Square, situé à moins de deux kilomètres de ces dernières, se trouve à une altitude de 198 mètres et l’aéroport Hopkins, situé à seulement 8 km du lac, est à une altitude de 241 m.

### Climat

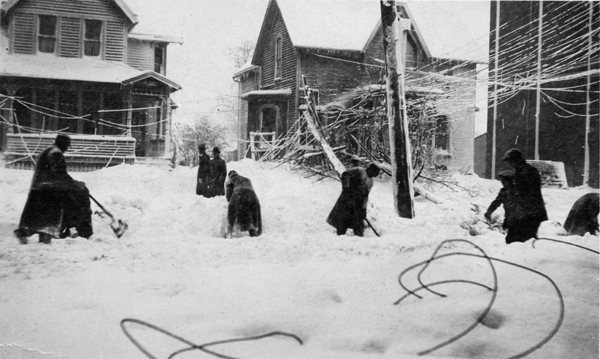
Cleveland après la tempête de 1913 sur les Grands Lacs.

Cleveland possède un climat continental humide (Dfa, suivant la Classification de Köppen), caractéristique d'une bonne partie du centre des États-Unis, avec des étés très chauds et humides et des hivers froids et neigeux. La rive du lac Érié est quasiment orientée sur un axe est-ouest de l'embouchure de la Cuyahoga jusqu'à Sandusky, mais à partir de l'embouchure le rivage s'oriente brusquement au nord-est. Cette particularité est la principale cause de l'effet de neige lacustre, caractéristique des intempéries que connaît Cleveland de la mi-novembre jusqu'au début du mois de février (période durant laquelle le lac Érié gèle habituellement). L'effet du lac cause une importante variation des chutes de neige à travers la ville : alors que les cumuls de neige relevés à l'aéroport d'Hopkins n'ont atteint qu'à trois reprises 254 cm de neige en une saison depuis 1968, une hauteur totale approchant ou dépassant les 250 cm n'est pas rare dans la région connue sous le nom de « ceinture de neige » (Snow belt). Cette ceinture s'étend de la banlieue est de Cleveland jusqu'à Buffalo, sur la rive orientale du lac Érié. Malgré sa réputation de ville froide et enneigée en hiver, un radoucissement des températures brise souvent l'emprise de l'hiver avec des températures pouvant atteindre 21 °C.
La plus haute température jamais atteinte à Cleveland est de 40 °C, établie le 25 juin 1988, et la plus basse est de −29 °C, le 19 janvier 1994.
En général, juillet est le mois le plus chaud avec une température moyenne de 22,2 °C, et janvier est le plus froid avec une température moyenne de −3,5 °C. À partir des données collectées depuis les 30 dernières années, entre 1971 et 2000, les précipitations annuelles moyennes s'établissent à 983 mm.
| Mois                     | jan.  | fév.  | mars  | avril | mai  | juin | jui. | août | sep. | oct. | nov.  | déc.  | année |
| ------------------------ | ----- | ----- | ----- | ----- | ---- | ---- | ---- | ---- | ---- | ---- | ----- | ----- | ----- |
| Température moyenne (°C) | −3,3  | −1,7  | 3,3   | 8,9   | 15   | 20   | 22,2 | 21,1 | 17,2 | 11,1 | 5,6   | −0,6  |       |
| Record de froid (°C)     | −28,9 | −26,7 | −20,6 | −12,2 | −3,9 | −0,6 | 5    | 3,3  | 0    | −7,2 | −16,1 | −26,1 |       |
| Record de chaleur (°C)   | 22,8  | 23,3  | 28,3  | 31,1  | 33,3 | 40   | 39,4 | 38,9 | 38,3 | 32,2 | 27,8  | 27,7  | 25    |
| Précipitations (mm)      | 63    | 58    | 75    | 75    | 86   | 89   | 99   | 89   | 94   | 96   | 69    | 86    | 80    |

## Démographie

### Composition ethnique
| Groupe                           | Cleveland | Ohio | États-Unis |
| -------------------------------- | --------- | ---- | ---------- |
| Afro-Américains                  | 53,3      | 12,2 | 12,6       |
| Euro-Américains                  | 37,3      | 82,7 | 72,4       |
| Autres                           | 4,4       | 1,2  | 6,4        |
| Métis                            | 2,8       | 2,1  | 2,9        |
| Asio-Américains                  | 1,9       | 1,7  | 4,8        |
| Amérindiens                      | 0,3       | 0,2  | 0,9        |
| Total                            | 100       | 100  | 100        |
|                                  |           |      |            |
| Hispaniques et Latino-Américains | 10,0      | 3,1  | 16,7       |

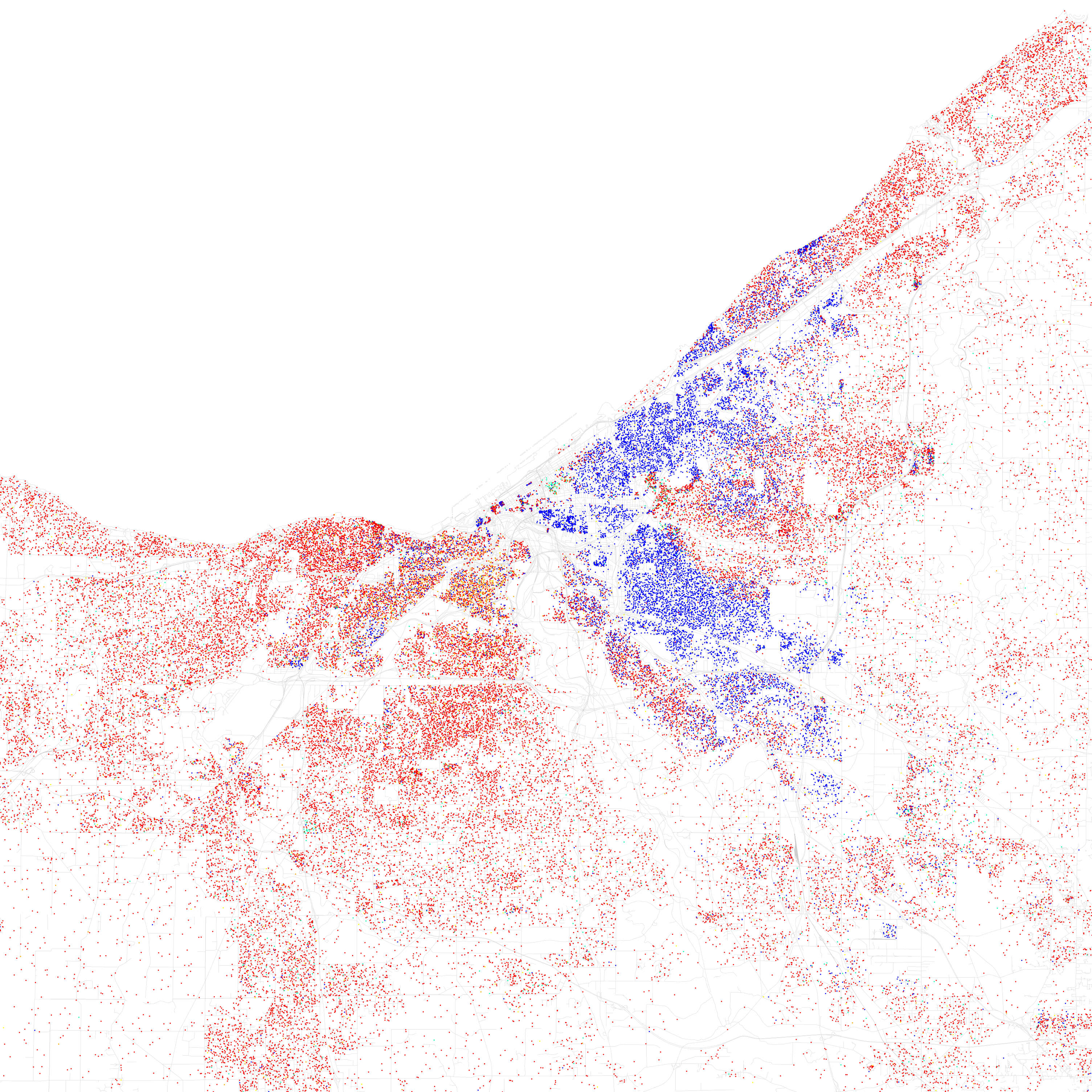
Distribution des groupes ethniques en 2010, chaque point représentant 25 personnes : Blancs non hispaniques, Noirs, Asiatiques et Latinos.

En 2010, la population asio-américaine, essentiellement composée de Sino-Américains, représente 0,7 % de la population de la ville. La population latino et hispanique est quant à elle majoritairement composée de Porto-Ricains, qui représentent 7,4 % de la population totale.
Il y a beaucoup d'immigrés à Cleveland. La proportion de Hongrois présents à Cleveland était tellement importante que la ville s'est une fois vantée de posséder la plus forte concentration de Hongrois au monde après Budapest. Les populations hungaro-américaine et slovaco-américaine représentent respectivement 1,62 % et 1,28 % de la population de la ville, alors qu'au niveau national, elles ne représentent respectivement que 0,45 % et 0,23 % de la population.

### Caractéristiques sociales

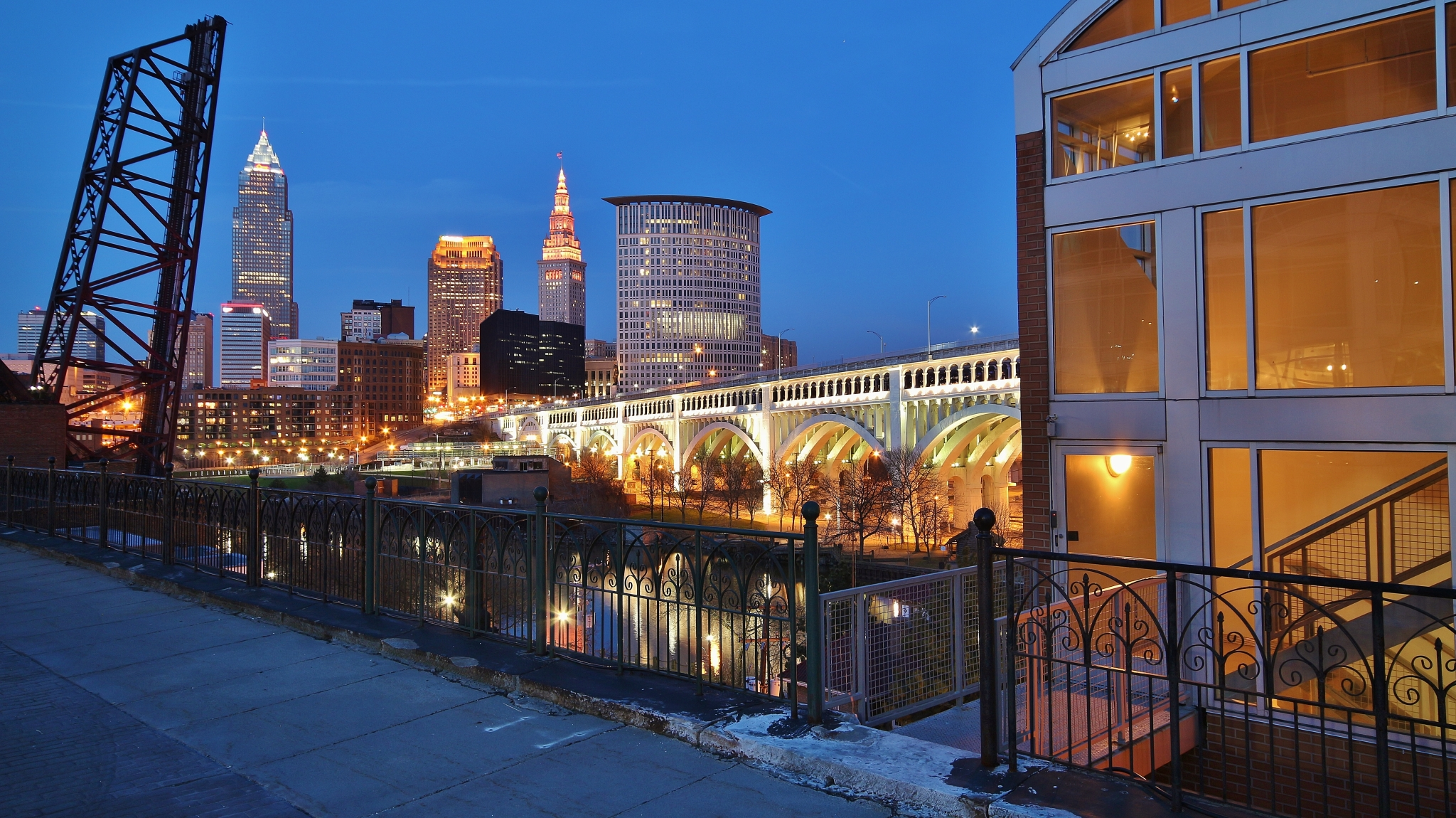
Vue sur le centre-ville de Cleveland (Key Tower, BP Tower, Terminal Tower et le pont Detroit-Superior).

Lors du recensement de 2020, la ville compte 168 196 ménages, dont :
- 53,6 % de familles
  - 25,2 % de familles avec des enfants mineurs
    - 8,0 % de couples hétérosexuels avec enfants
    - 14,7 % de familles monoparentales dirigées par une femme
    - 2,5 % de familles monoparentales dirigées par un homme

  - 28,4 % de familles sans enfant mineur
- 46,4 % de ménages non familiaux
  - 39,5 % de personnes vivant seules
    - 10,7 % de personnes de plus de 65 ans.

La population de la ville s'élève en 2020 à 372 624 habitants, dont 21,8 % a moins de 18 ans et 14,1 % a 65 ans ou plus.
La ville de Cleveland a été durement touchée au cours des années 1960 et au début des années 1970 par le phénomène de white flight, caractérisé par une fuite des classes moyennes qui quittent les centres-villes pauvres vers les banlieues, et la rurbanisation, encore plus exacerbée par les mesures de déségrégation des transports scolaires requises par la Cour suprême des États-Unis. Bien que ces mesures aient été abrogées dans les années 1990, Cleveland s'enfonça toujours plus dans la pauvreté, pour atteindre un paroxysme en 2004, quand elle a été nommée la plus pauvre des grandes villes américaines. Cleveland a de nouveau été évaluée comme la plus pauvre des grandes villes américaines en 2006, avec un taux de pauvreté s'élevant à 32,4 %.
Selon l'American Community Survey, pour la période 2011-2015, 36,2 % de la population vit sous le seuil de pauvreté (15,5 % au niveau national). Ce taux masque des inégalités importantes, puisqu'il est de 43,7 % pour les Afro-Américains et de 23,8 % pour les Blancs non hispaniques. De plus 53,2 % des personnes de moins de 18 ans vivent en dessous du seuil de pauvreté, alors que 33 % des 18-64 ans et 21,4 % des plus de 65 ans vivent en dessous de ce taux.

### Langues parlées
Selon le recensement de 2020, pour la période 2017-2021, 85,4 % de la population âgée de plus de 5 ans déclare parler anglais à la maison, contre 92,7 % dans l'État de l'Ohio et 78,3 % au niveau national .

## Économie

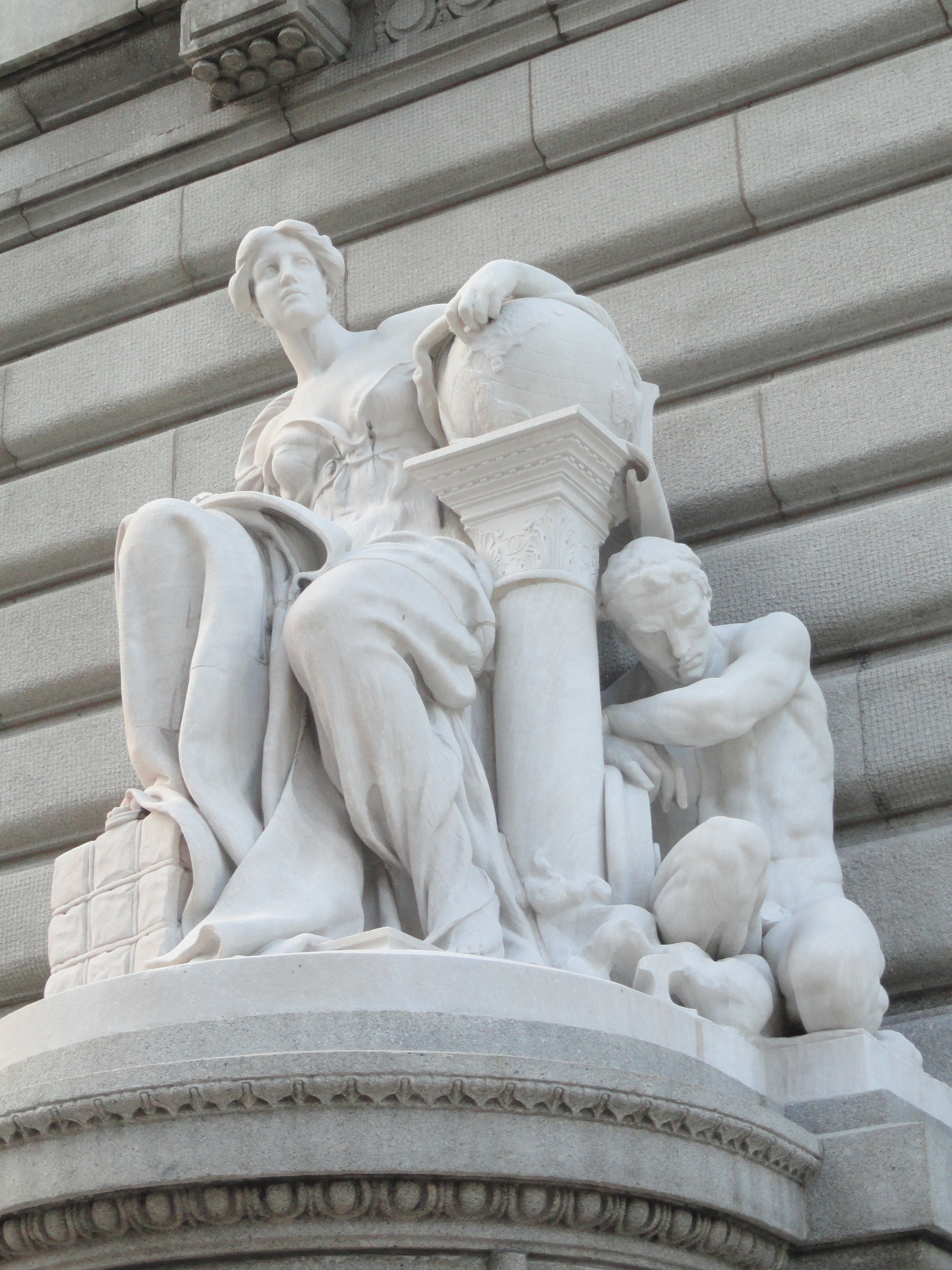
Commerce par Daniel Chester French au palais de justice américain de Metzenbaum.

L'emplacement de Cleveland à l'embouchure de la rivière Cuyahoga sur le lac Érié a été la clé de sa croissance. Le canal Ohio-Érié ainsi que le chemin de fer ont également contribué à faire de Cleveland un centre industriel majeur des États-Unis. Parmi les industries florissantes de Cleveland, on a notamment pu trouver des aciéries, des industries automobiles et des fabriques de vêtements. La vaste zone qui comprend les villes de Pittsburgh, Cleveland, Détroit et Chicago est parfois surnommée Rust Belt de l'Amérique.
La ville a cherché à diversifier son économie pour devenir moins dépendante du secteur manufacturier. Cleveland abrite ainsi le siège social de nombreuses grandes entreprises telles que la National City Corp. (en), American Greetings, Eaton Corporation, Forest City Enterprises (en), Sherwin-Williams, KeyBank et des assurances automobiles Progressive. La NASA y a également maintenu l'une de ses installations, le Glenn Research Center, spécialisé dans l'aéronautique et l'aérospatiale. Jones Day, l'un des plus importants cabinets d'avocats dans le monde, tire ses origines à Cleveland, où se trouve encore le bureau le plus important de la firme.

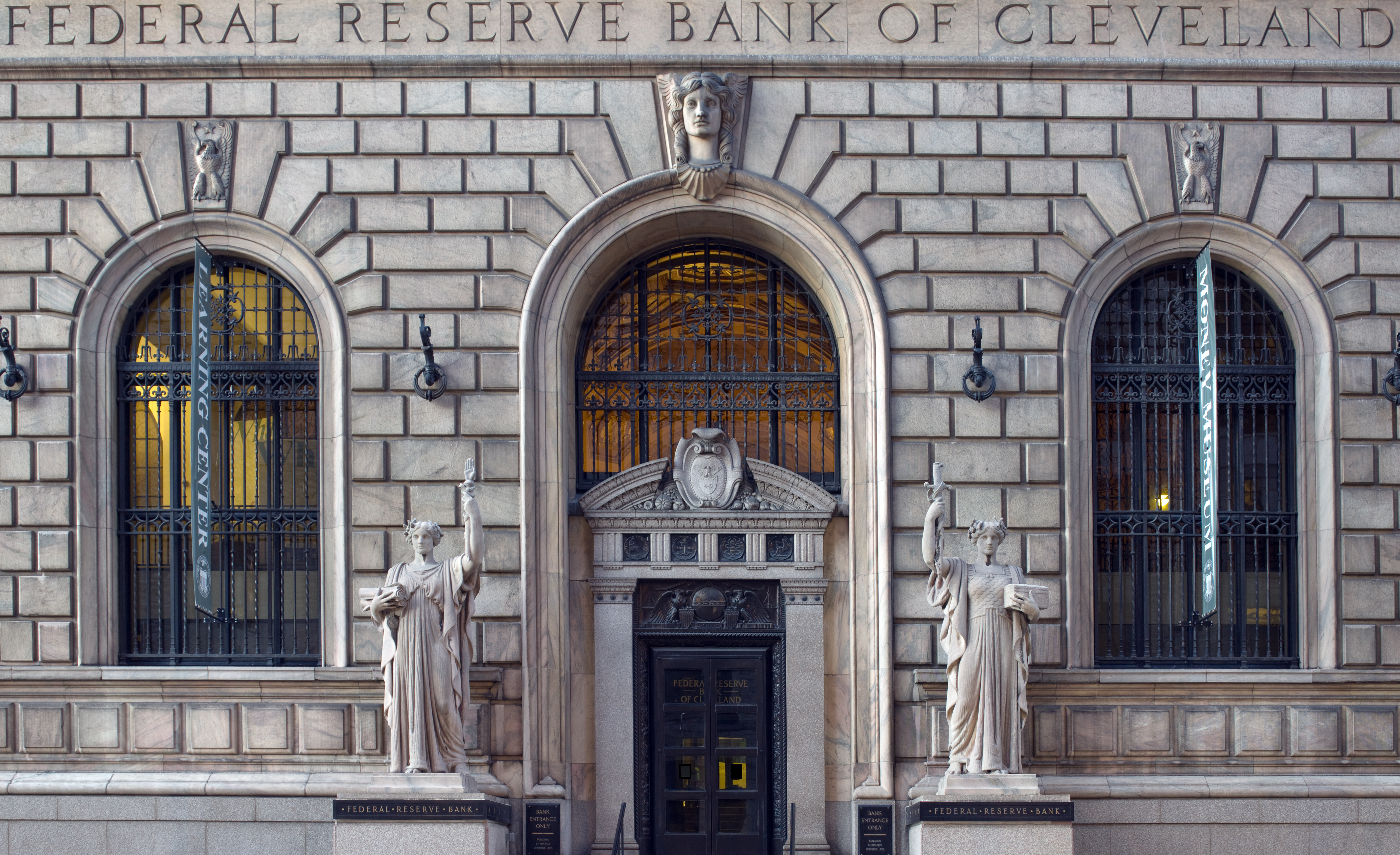
La Banque fédérale de réserve de Cleveland.

Toutefois, au cours des dernières années, la région de Cleveland a perdu près d'une douzaine de sièges de sociétés, telles que TRW, Office Max, BP et Oglebay Norton, causé pour la plupart par des acquisitions et des fusions. En 2006, Duke Reality Corp, l'un des plus gros propriétaires fonciers de la région, a annoncé qu'elle avait vendu la totalité de ses biens dans la région de Cleveland en raison de la stagnation du marché. De juillet à septembre 2007, il y avait près d'une saisie d'hypothèque pour cinquante-sept foyers dans la zone métropolitaine et 10 % des logements sont désormais vacants à cause notamment de l'augmentation du nombre de demandes de saisie.
Le plus gros employeur de Cleveland, la célèbre clinique de Cleveland se classe parmi les meilleurs hôpitaux des États-Unis selon U.S. News & World Report. Les secteurs des soins hospitaliers comprend également l'hôpital universitaire de Cleveland, un concurrent classé vingt-cinquième pour le traitement du cancer et le centre médical MetroHealth.
La recherche sur les biotechnologies et sur les piles à combustible se développe également grâce à des institutions comme l'Université Case Western Reserve, la Cleveland Clinic et les hôpitaux universitaires de Cleveland. La ville est parmi les premiers bénéficiaires des investissements pour les start-ups de biotechnologie et de la recherche. Case Western Reserve, la clinique et les hôpitaux universitaires ont récemment annoncé leur plan de construire un grand centre de recherche en biotechnologie et une pépinière d'entreprises sur le site de l'ancien centre médical du Mont Sinai, créant ainsi un campus de recherche pour stimuler l'émergence de spin-off en biotechnologie.
Les dirigeants de la ville ont redoublé d'efforts pour favoriser le secteur de la technologie dans son économie, depuis l'an 2000. L'ancien maire de Cleveland, Jane L. Campbell, avait notamment nommé un « tsar tech » dont le travail consistait à attirer les entreprises de pointe dans les bureaux situés en centre-ville, sur Euclid Avenue, en offrant des connexions haut-débit par fibres optiques. L'université d'État de Cleveland a embauché un agent qualifié en transfert de technologie pour travailler à plein temps sur la culture du transfert de technologie entre la recherche universitaire et les entreprises locales. Elle a également nommé un vice-président chargé du développement économique pour tirer profit des actifs de l'université en faveur du développement économique de la ville. L'université Case Western Reserve participe à des initiatives technologiques telles que le projet OneCommunity, un réseau haut-débit à fibres optiques reliant les grands centres de recherche de la région afin de stimuler la croissance. Les actions de OneCommunity ont attiré l'attention d'Intel et, depuis 2005, Cleveland fait partie de la communauté numérique mondiale d'Intel au même titre que Corpus Christi, Philadelphie et Taipei. Cette distinction va injecter environ 12 millions de dollars dans le marketing pour développer des partenariats technologiques régionaux, pour créer un réseau Wi-Fi à l'échelle de la ville et pour développer une économie orientée vers les technologies. En plus de cette initiative d'Intel, en janvier 2006, un groupe de réflexion basé à New York, le Intelligent Community Forum, a sélectionné Cleveland parmi sept finalistes comme la « communauté intelligente de l'année ». Le groupe a annoncé qu'il avait désigné la ville pour son réseau OneCleveland qui possède d'éventuelles applications à large bande. Le Réseau OneCommunity collabore avec Cisco Systems pour déployer un réseau sans fil d'avant-garde pour permettre un large accès à toute la région. Cisco Systems teste de nouvelles technologies sans fil dans le maillage des réseaux. OneCommunity et Cisco ont officiellement lancé la première phase en septembre 2006, avec la couverture de plusieurs kilomètres carrés de l'université Circle avec des connexions sans fil. De plus, Cisco Systems a acquis l'ancienne entreprise Aironet Wireless Networks, qui était basée dans la métropole, en vue de créer une gamme de produits pour son réseau sans fil et pour maintenir une installation dans la région.

## Administration et politique

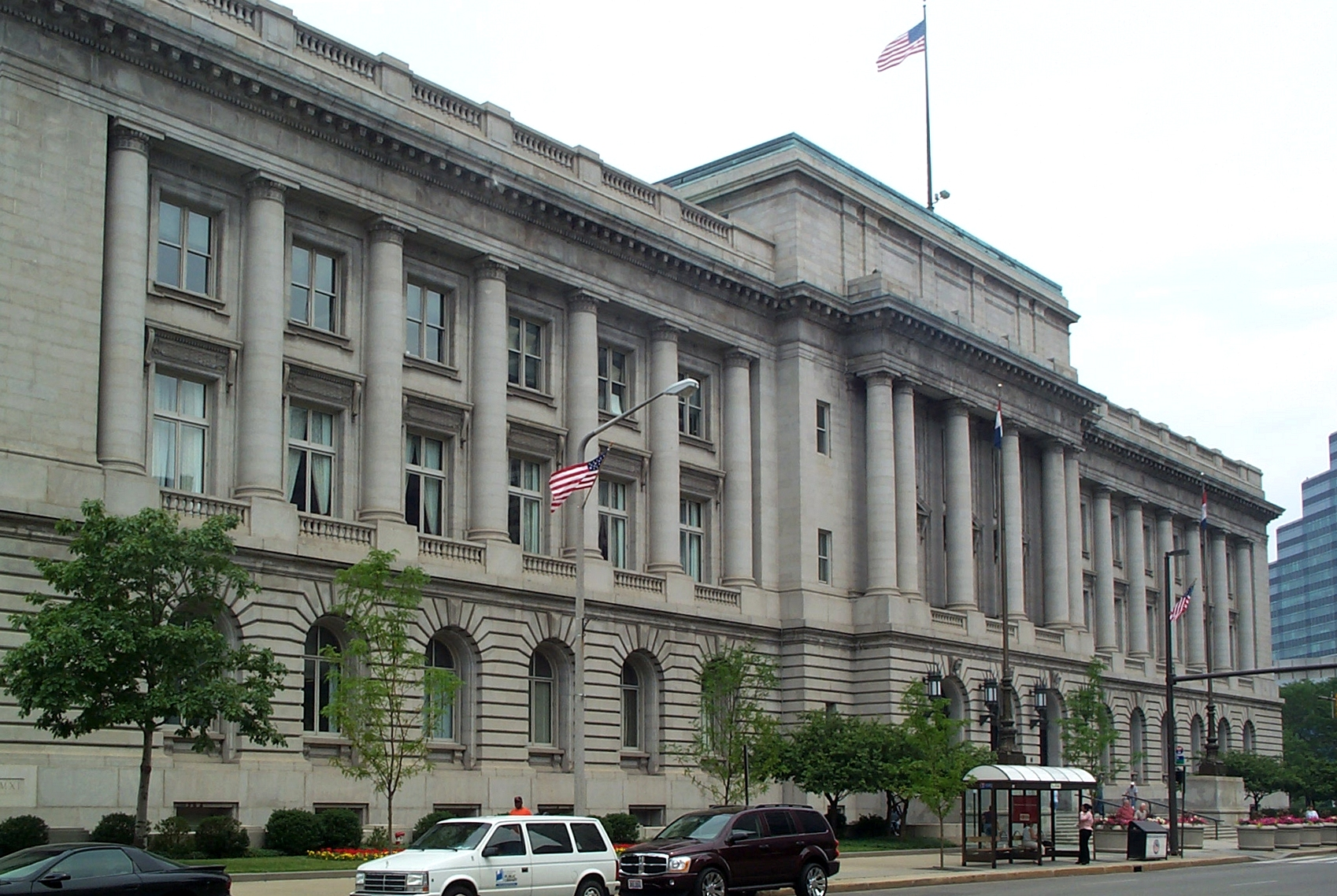
L'hôtel de ville de Cleveland.

Vue sa position centrale dans le secteur industriel, Cleveland est devenue au fil du temps un foyer du syndicalisme. Ceci a conduit à un progressisme politique qui a influencé la politique de Cleveland jusqu'à nos jours. Alors que l'Ohio est traditionnellement pro-républicain, à l'image de Cincinnati et du sud de l'État, Cleveland est le plus important bastion démocrate de l'État. Les deux députés de Cleveland à la Chambre des représentants, Dennis Kucinich et Stephanie Tubbs Jones, sont démocrates. Au cours de l'élection présidentielle de 2004, malgré le soutien de la majorité des habitants de l'Ohio à la candidature de George W. Bush (par 50,81 %), le candidat démocrate, John Kerry, a trouvé son plus grand soutien au niveau du comté de Cuyahoga (avec 66,57 % des suffrages).
La ville de Cleveland est gérée par un conseil municipal dont le maire est le chef de l'exécutif. Le poste de maire est occupé par Justin Bibb depuis le 3 janvier 2022. Parmi les précédents maires de Cleveland, on compte le démocrate progressiste Tom L. Johnson, le juge de la Cour suprême des États-Unis Harold Hitz Burton, le sénateur républicain George Voinovich, le gouverneur et sénateur démocrate de l'Ohio Frank J. Lausche, et Carl B. Stokes, le premier maire afro-américain d'une grande ville américaine.

## Urbanisme

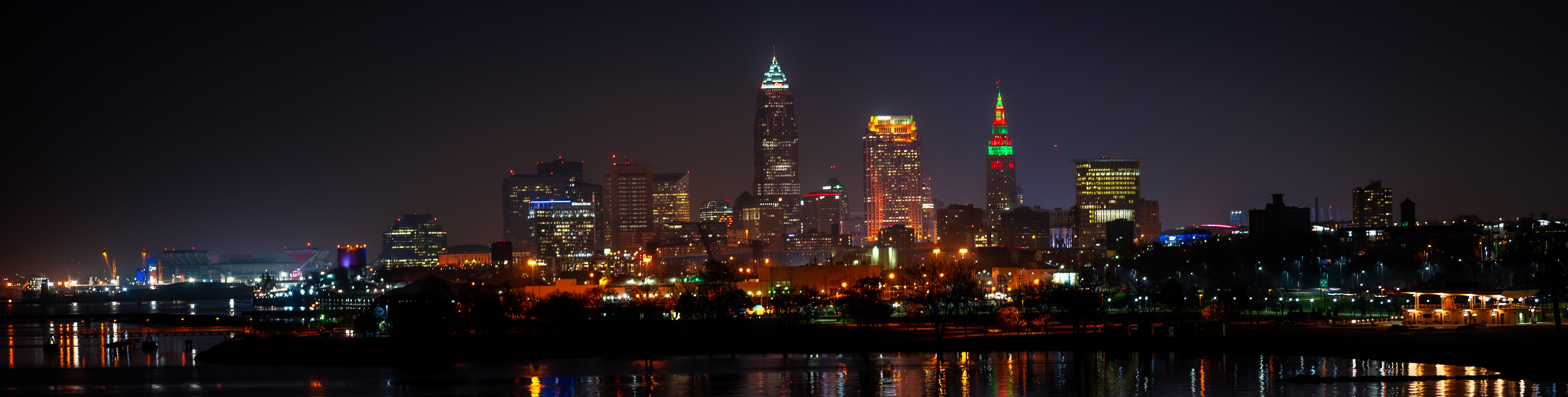
Vue panoramique de la ville de Cleveland depuis le lac Érié.

### Architecture

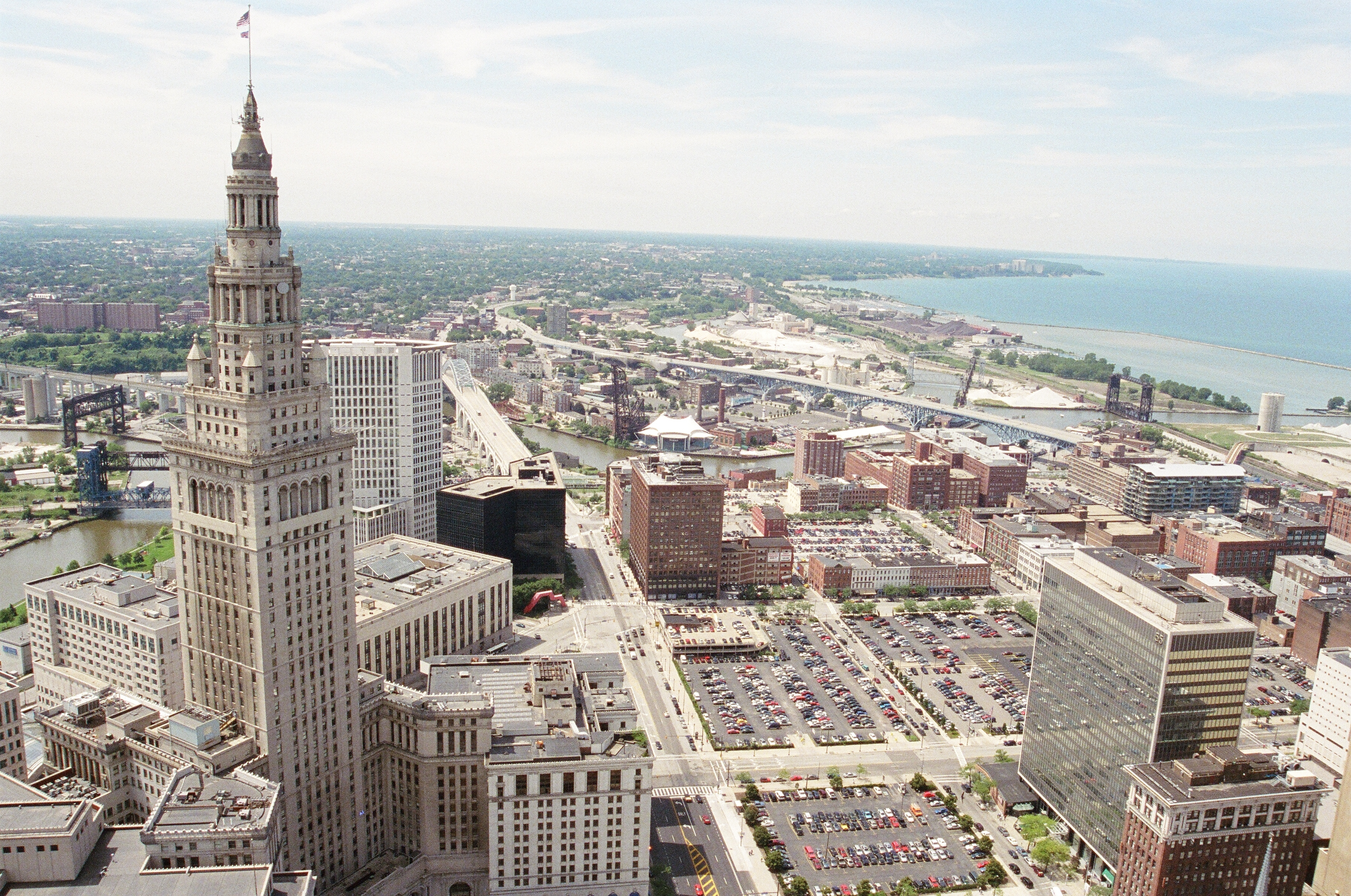
Le complexe de la Terminal Tower, avec le quartier des entrepôts et le lac Érié en arrière-plan.

L’architecture du centre-ville de Cleveland est variée. De nombreux bâtiments gouvernementaux et municipaux, y compris l’Hôtel de ville, le Palais de justice du comté du Cuyahoga, la bibliothèque municipale et l’auditorium sont regroupés autour d’un centre commercial ouvert et partagent une architecture néo-classique. Construit aux débuts du XXe siècle, ils résultent tous du projet d'urbanisation de 1903 et constituent l'un des exemples les plus aboutis du mouvement « City Beautiful » aux États-Unis.
Fin 2013 Cleveland comptait 14 gratte-ciel d'au moins 100 mètres de hauteur, parmi lesquels la Terminal Tower, plus haut bâtiment de la ville pendant 65 ans et plus haut du pays (hors New York) jusqu’en 1967, achevée en 1927 en tant que gratte-ciel prototype de l’architecture des Beaux-Arts. Les deux derniers gratte-ciel sur Public Square, Key Tower (actuellement le plus haut bâtiment de la ville) et le 200 Public Square (Tour BP), combinent des éléments de l’architecture Art déco avec des styles post-modernes.
Un des trésors architecturaux de Cleveland est The Arcade (parfois appelé the Old Arcade), une arcade de cinq étages construite en 1890.

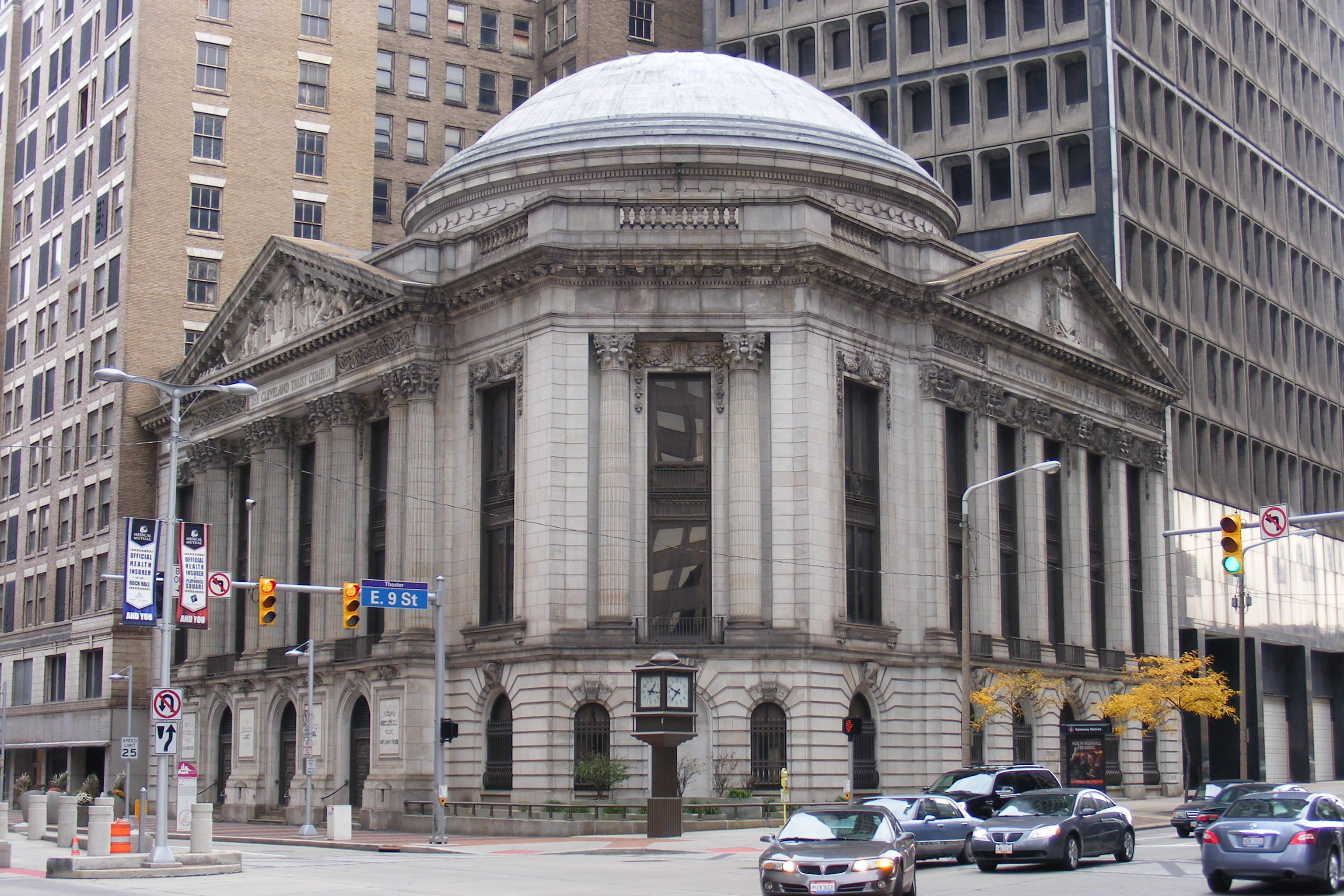
La rotonde du Cleveland Trust Company Building, sur Euclid Avenue.

En allant vers l’est, de Public Square à University Circle, c’est Euclid Avenue, qui un temps rivalisait avec la Cinquième Avenue de New York pour ce qui est du prestige et de l’élégance. Connue sous le nom de « rangée des millionnaires », Euclid Avenue était mondialement renommée comme étant le foyer de noms internationalement connus tels que Rockfeller, Hanna et Hay.
Le monument Light Friendship memorial rappelle que la ville fut en 1879 la première du monde à disposer d'un éclairage public fonctionnant à l'électricité.
La zone urbaine de Cleveland Metroparks, souvent comparée à un « Collier d'émeraude », est riche de trois parcs. Dans la Big Creek valley se tient le Cleveland Metroparks Zoo, qui possède la plus large collection de primates de tous les zoos des États-Unis. Les deux autres parcs sont le Brookside Park et une partie de la Rocky River Reservation. En dehors de Cleveland Metroparks se trouve le Cleveland Lakefront State Park, qui permet des accès publics au lac Érié. On trouve également le parc Edgewater, situé entre la promenade du Mémorial de Cleveland et le lac, à l'ouest du centre-ville, et les parcs d'Euclid Beach et de Gordon à l'est. Le parc municipal de Rockefeller suit le ruisseau Brook, avec plusieurs jardins culturels célébrant les différents groupes ethniques de la ville.

### Quartiers

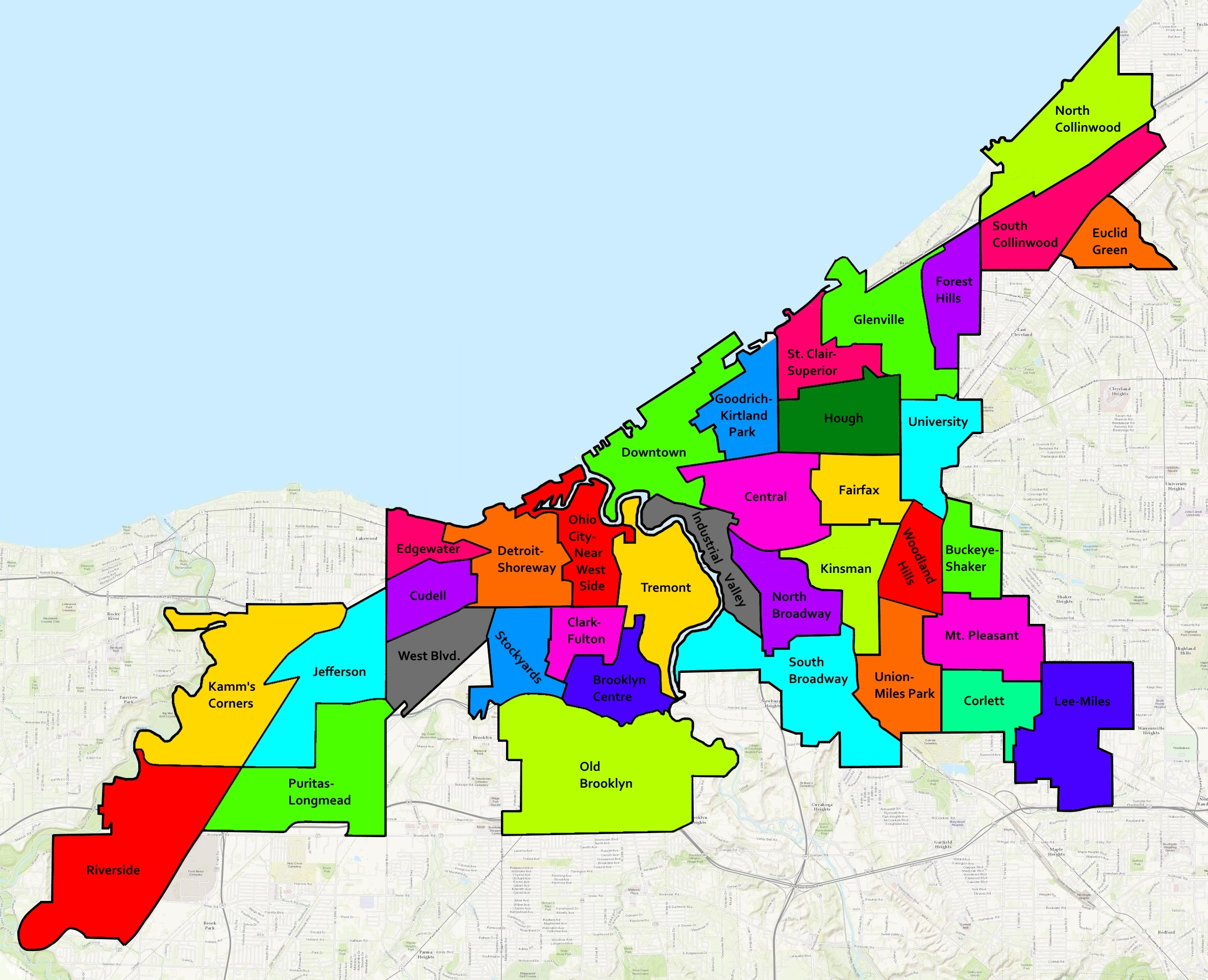
Quartiers de Cleveland.

Le centre-ville de Cleveland comprend plusieurs quartiers, tels que the Flats et the Warehouse, qui sont majoritairement occupés par des immeubles industriels et de bureaux, ainsi que par des restaurants et des bars. Les opportunités résidentielles dans des copropriétés, lofts et appartements ont aussi augmenté au centre-ville durant la fin des années 1990 et la première moitié de la décennie suivante. Cette tendance semble se conforter avec le renouveau que connaît actuellement the Flats. Le projet d'appartements et de copropriétés, qui a vu le jour sur la rive ouest, a eu beaucoup de succès alors qu'un projet similaire est à l'étude pour la rive est.
Les habitants de Cleveland se définissent souvent comme vivant sur la rive ouest ou est de la rivière Cuyahoga. La rive ouest comprend les quartiers Brooklyn Center, Clark-Fulton, Cudell, Detroit Shoreway, Edgewater, Kamm's Corners, Jefferson, Ohio City, Old Brooklyn (en), Puritas-Longmead, Riverside, Stockyards, West Boulevard, et West Park. Trois quartiers se situent sur la rive ouest de la rivière mais on s’y réfère parfois comme de la partie sud de la ville : Industrial Valley, Slavic Village (en) (North and South Broadway) et Tremont. La rive orientale comprend les quartiers suivants Buckeye-Shaker Square, Central, Collinwood, Corlett, Euclid-Green, Fairfax, Forest Hills, Glenville, Goodrich-Kirtland, Hough, Kinsman, Lee-Miles, Mount Pleasant, Nottingham, St. Clair-Superior, Union-Miles Park, University Circle, Little Italy et Woodland Hills.
Plusieurs quartiers du centre-ville ont commencé à s'embourgeoiser au cours des dernières années. Des zones situées aussi bien à l'ouest qu'à l'est ont réussi à attirer un nombre croissant d'artistes, qui stimulent à leur tour de nouveaux développements résidentiels. En outre, un zonage de la ville, qui permet une superposition des lieux de vie et de travail, près du côté oriental, a facilité la transformation des anciens bâtiments industriels en loft pour les artistes.

## Voies de communication et transports

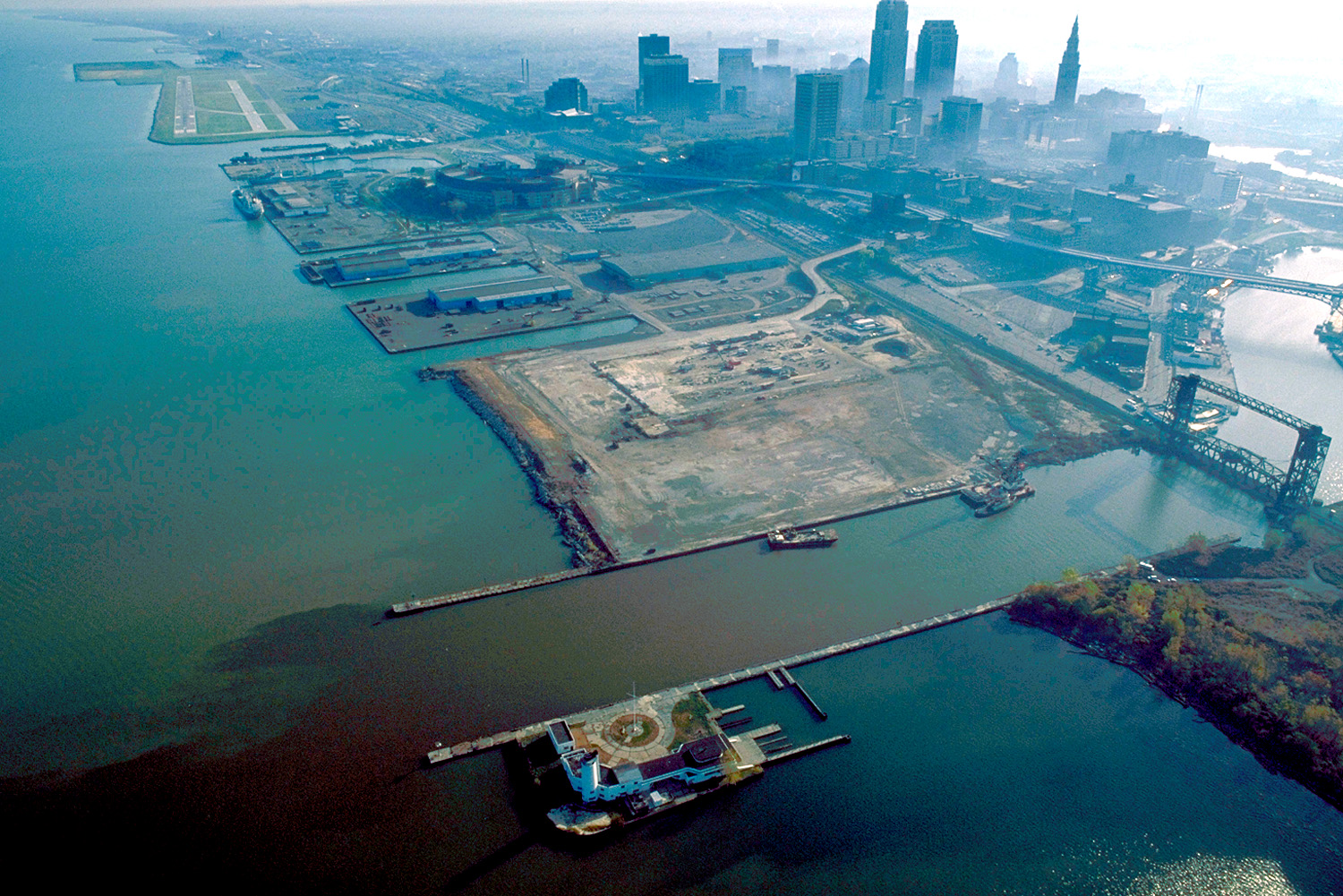
Vue aérienne du port de Cleveland, à l'embouchure de la Cuyahoga.

### Transport aérien
Cleveland possède deux aéroports (code AITA : CLE). L'aéroport international de Cleveland-Hopkins est le principal aéroport de la ville qui est l'une des trois principales plateformes de la Continental Airlines. En 1968, l'aéroport a reçu une distinction pour le premier système de transport en commun rapide entre l'aéroport et le centre-ville. En 1930, l'aéroport était le premier site à installer un système d'éclairage d'aérodrome et également le premier à construire une tour de contrôle. En plus d'Hopkins, Cleveland est desservie par l'aéroport de Burke Lakefront (code AITA : BKL), sur la rive nord du centre-ville, entre le lac Érié et le Shoreway. Burke est avant tout un aéroport régional qui sert de navette journalière et pour le transport d'affaires.

### Transport ferroviaire
Le réseau ferroviaire national, Amtrak, dessert la ville de Cleveland par le biais des lignes Capitol et Lake Shore qui s'arrêtent à la gare de Cleveland Lakefront. La ville est également identifiée comme une plaque tournante pour le projet de ligne à grande vitesse, « Ohio Hub », qui désenclaverait ainsi le nord-est de l'Ohio. Le réseau de transport ferroviaire et de transport en commun est actuellement exploité par la Greater Cleveland Regional Transit Authority, plus connue sous l'abréviation RTA. La portion ferroviaire, le RTA Rapid Transit, couramment appelée « The Rapid » par les populations locales, se compose de deux lignes de tramway (la « Green Line » et la « Blue Line ») et d'une ligne de métro (la « Red Line »). La RTA déploie depuis 2008 une ligne de bus express (la « HealthLine ») qui s'étend le long d'Euclid Avenue, depuis le centre-ville jusqu'à University Circle et à la banlieue est. Le service de cars nationaux est également assuré à partir de la gare de Greyhound et de la station de Stephanie Tubbs-Jones (desservie par Megabus.

### Réseau routier

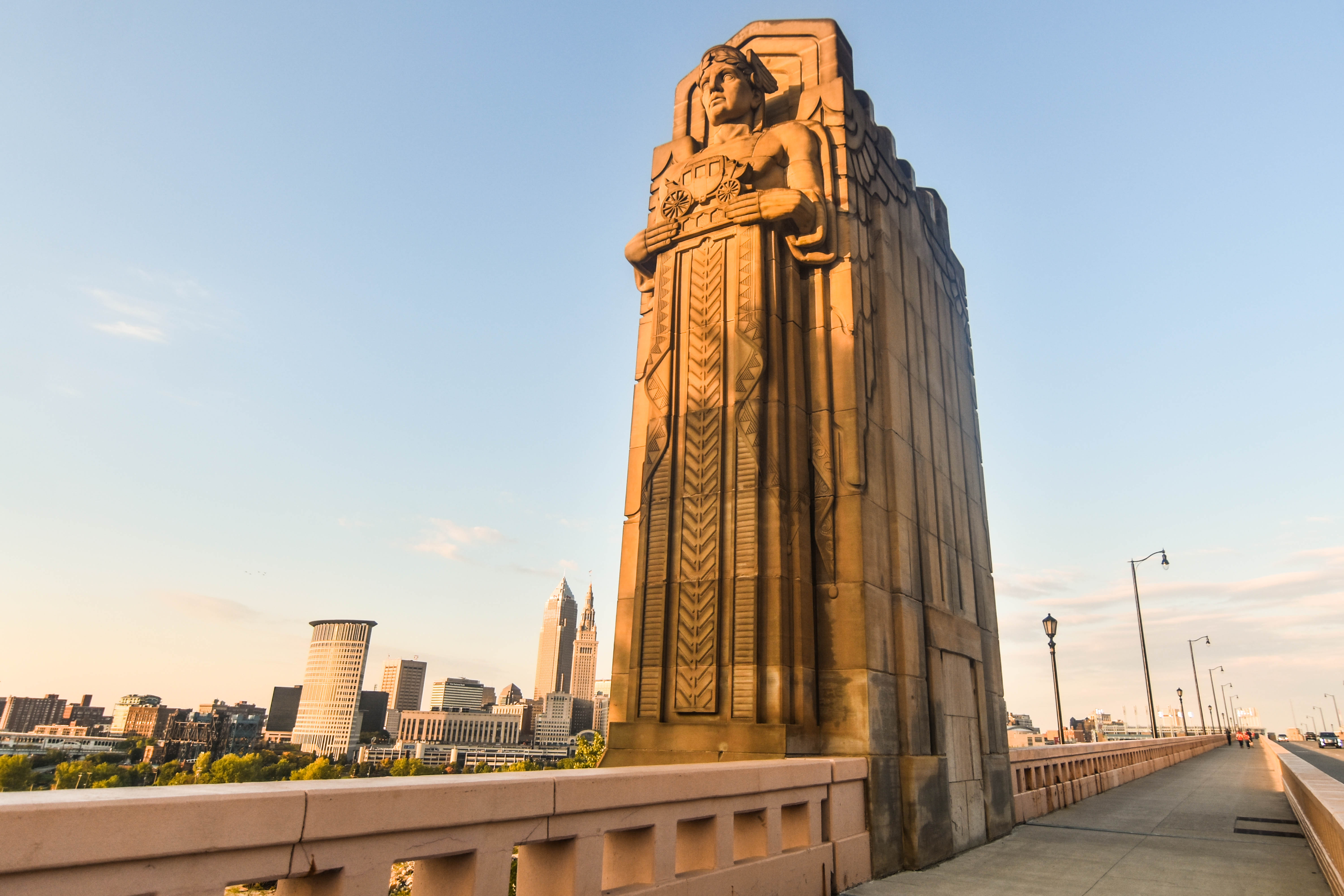
L'un des gardiens de la circulation, Cleveland.

La ville de Cleveland est directement desservie par trois Interstate primaires (autoroutes inter-États à 2 chiffres) : I-71, I-77 et I-90. L'Interstate 71 commence juste au sud-ouest du centre-ville, traverse la banlieue pour finalement rejoindre Columbus. Il s'agit également de la principale route reliant le centre-ville à l'aéroport. L'Interstate 77 commence dans le centre-ville de Cleveland et est orientée plein sud. Parmi les trois Interstates de Cleveland, l'I-77 est celle qui voit le moins de trafic, bien qu'elle relie Cleveland à Akron. L'Interstate 90 relie les deux rives de Cleveland et sert de terminus septentrional pour les interstates I-71 et I-77. Elle traverse la banlieue ouest selon un axe est-ouest, avant de tourner au nord-est à la jonction entre l'I-71 et l'I-490. Cette Interstate est connue sous le nom d'Innerbelt car elle traverse le centre-ville. À la jonction avec le Shoreway, l'Interstate 90 fait un virage à 90 degrés, connue dans la région comme le Dead Man's Curve (littéralement, le « virage de l'homme mort »), puis continue au nord-est dans le comté de Lake.
La ville de Cleveland est également desservie par deux Interstates secondaires (autoroute à 3 chiffres) : l'Interstate 480 qui entre brièvement dans Cleveland à plusieurs endroits et l'Interstate 490 qui relie l'autoroute I-77 à la jonction de l'I-90 avec l'I-71, au sud du centre-ville. L'Interstate 271 traverse la banlieue est et l'Interstate 80 (l'Ohio Turnpike (en)) traverse la banlieue sud mais ces autoroutes n'entrent pas dans la ville de Cleveland.
Deux autres autoroutes à accès limité desservent Cleveland. Le Memorial Shoreway accueille l'autoroute d'État no 2 (State route 2), ainsi que des portions des autoroutes nationales (U.S. Route) 6 et 20, et de l'Interstate 90. L'autoroute Jennings (autoroute d'État no 176) relie l'I-71, juste au sud de l'I-90, à l'I-480, près de la banlieue de Parma et de Brooklyn Heights. L'autoroute Berea (autoroute d'État no 237, en partie) connecte l'I-71 à l'aéroport et matérialise la frontière entre les villes de Cleveland et de Brook Park.

## Enseignement

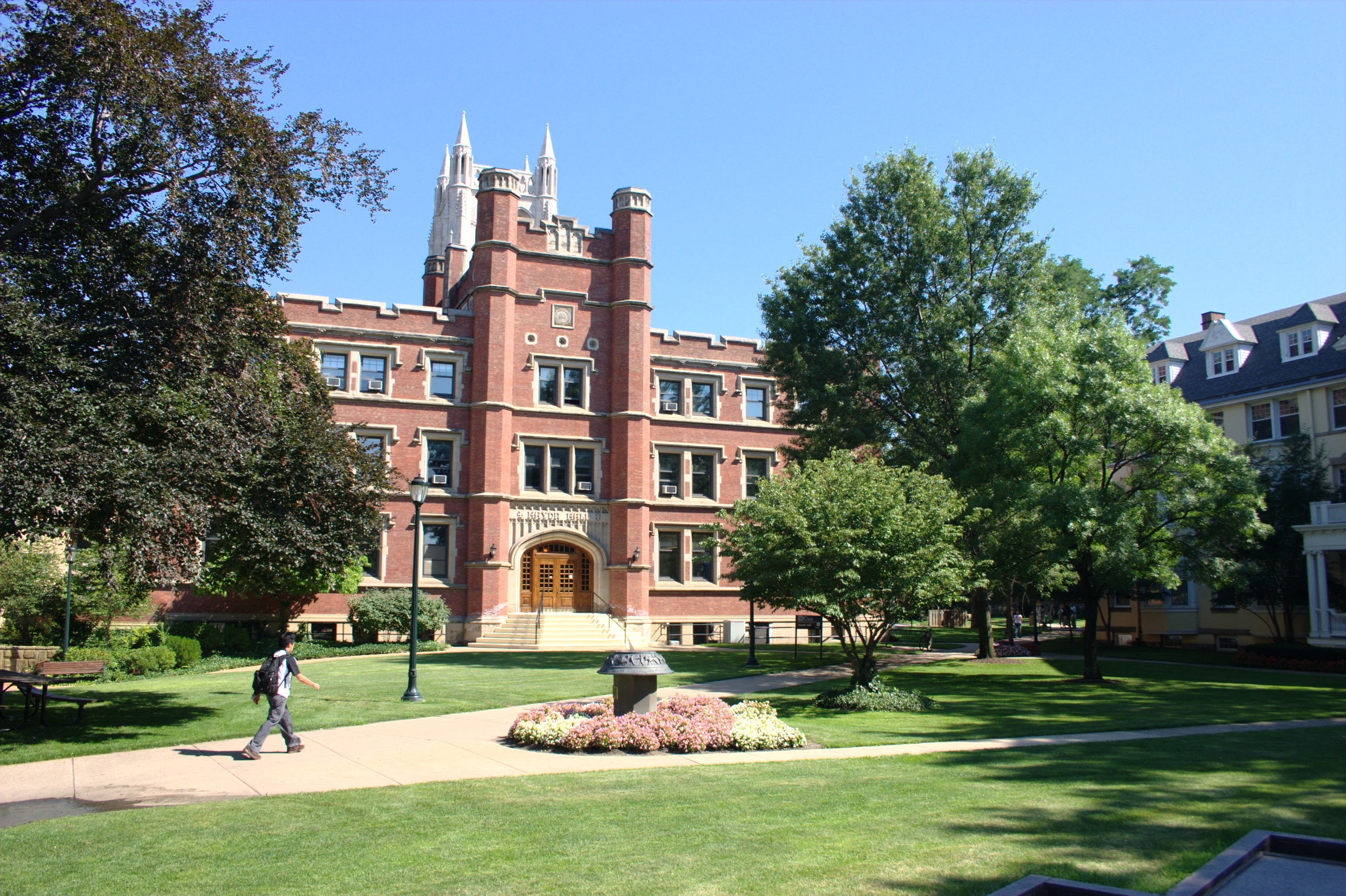
Le campus de l'université Case Western Reserve.

Cleveland abrite un certain nombre de collèges et d'universités. Le plus important d'entre eux est l'université Case Western Reserve, un établissement de recherche et d'enseignement de renommée mondiale situé dans University Circle. Université privée avec plusieurs programmes d'études supérieures, Case a été classée 38e université du pays en 2007 par le U.S. News & World Report. Le bâtiment Peter B. Lewis Building qui abrite la Weatherhead School of Management est une œuvre d'art conçu par l'architecte Frank Gehry. Le toit métallique ainsi que la technologie très avancée utilisée dans le bâtiment en fait une attraction touristique. University Circle abrite également le Cleveland Institute of Art, le Cleveland Institute of Music et l'Ohio College of Podiatric Medicine. L'université d'État de Cleveland (CSU), basée en plein centre-ville, est l'université publique de la ville. Outre CSU, le centre-ville accueille également le campus du Cuyahoga Community College, un établissement d'enseignement supérieur en deux ans géré par le comté, ainsi que l'université Myers, un établissement privé en quatre ans qui se concentre sur l'enseignement commercial.
Le district scolaire de la métropole de Cleveland est le plus grand district d'enseignement primaire et secondaire (K-12) de l'État, avec 127 écoles et 55 567 élèves inscrits au cours de l'année 2006–2007. C'est le seul district de l'Ohio qui soit sous le contrôle direct du maire, qui nomme le conseil d'administration de l'école.

## Culture et institutions

### Arts de la scène

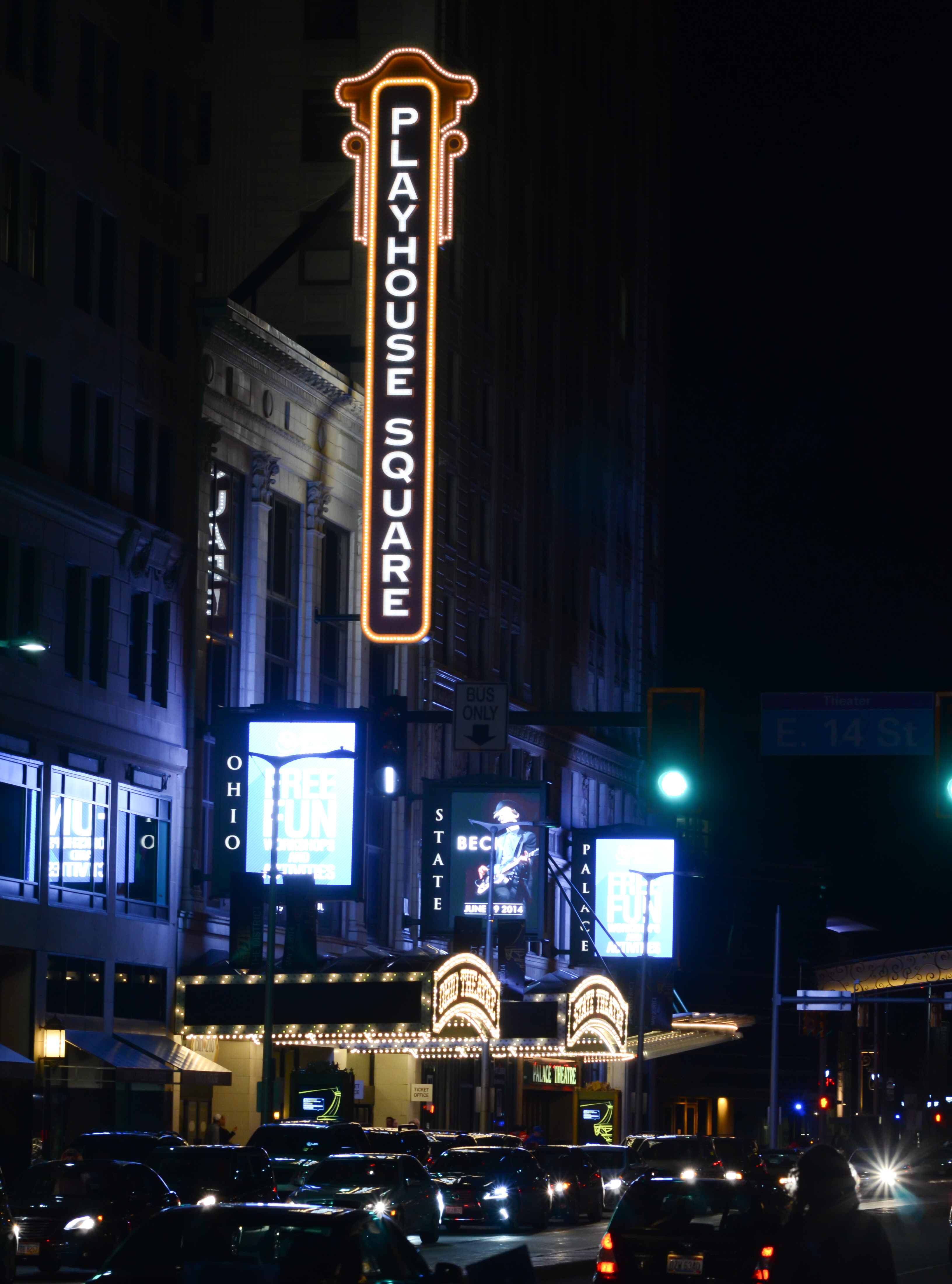
Le Playhouse Square Center.

Cleveland abrite le Playhouse Square Center, le deuxième plus grand centre des arts de la scène aux États-Unis, derrière le Lincoln Center de New York. Playhouse Square est composé des théâtres State, Palace, Allen, Hanna et Ohio dans ce qui est connu comme le quartier des théâtres au cœur du centre-ville. Parmi les compagnies résidant au Playhouse Square, on compte l'opéra de Cleveland, le ballet de l'Ohio et le théâtre du Festival des Grands Lacs. Le centre accueille aussi diverses comédies musicales de Broadway, des concerts, des conférences et d'autres événements tout au long de l'année. Au numéro 1 de Playhouse Square, on trouve aujourd'hui le siège de radiodiffuseurs publics Cleveland, locaux qui étaient utilisés à l'origine comme studios de la radio WJW où le disc jockey Alan Freed a le premier popularisé le terme « rock and roll ». Le Cleveland Play House and Karamu House est un centre renommé d'arts de la scène et de spectacles africains, situé entre Playhouse Square et University Circle, fondé dans les années 1920.
Cleveland est également le berceau de l'Orchestre de Cleveland, largement considéré comme l'un des meilleurs orchestres du monde et souvent considéré comme le plus talentueux des États-Unis. Il fait d'ailleurs partie des « Big Five », les cinq plus importants orchestres aux États-Unis. L'orchestre joue dans le Severance Hall au cours de l'hiver et au Blossom Music Center pendant l'été.

### Festivals et manifestations
Cleveland abrite de nombreux festivals tout au long de l'année. Les festivals culturels comme la fête annuelle de l'Assomption dans le quartier de Little Italy, le festival grec orthodoxe dans le quartier de Tremont et le festival des récoltes dans le quartier du village slave sont des événements populaires. Le jour de la Saint-Patrick, Cleveland organise chaque année un défilé qui attire des centaines de milliers de personnes dans les rues du centre-ville.
La « semaine de la mode » de Cleveland, qui se déroule tous les ans, est l'un des rares événements de l'industrie américaine de la mode à être reconnu à l'échelle internationale. Le spectacle est considéré par beaucoup comme le meilleur du Midwest et le deuxième après les semaines de la mode, à New York.
En plus des festivals culturels, Cleveland a accueilli jusqu'en 2007 le CMJ Rock Hall Music Fest où l'on pouvait assister à des performances d'artistes établis ou prometteurs, de la scène nationale ou locale. La ville a récemment donné vie à un festival annuel consacré à l'art et à la technologie. Nommé Ingenuity, ce festival se caractérise par une combinaison d'art et de technologies dans plusieurs installations et de spectacles tout le long de l'avenue Euclid. Le festival Notacon, qui avait le même objectif de combiner art et technologie, a précédé Ingenuity de plus d'une année. Le festival international du film de Cleveland se déroule chaque année depuis 1977, sur onze jours, et a attiré près de 52 753 personnes en 2007. Cleveland accueille également une manifestation annuelle faite d'illuminations urbaines et de fêtes, baptisée Winterfest, qui se tient dans le centre-ville historique de la ville, sur Public Square.

### Musées

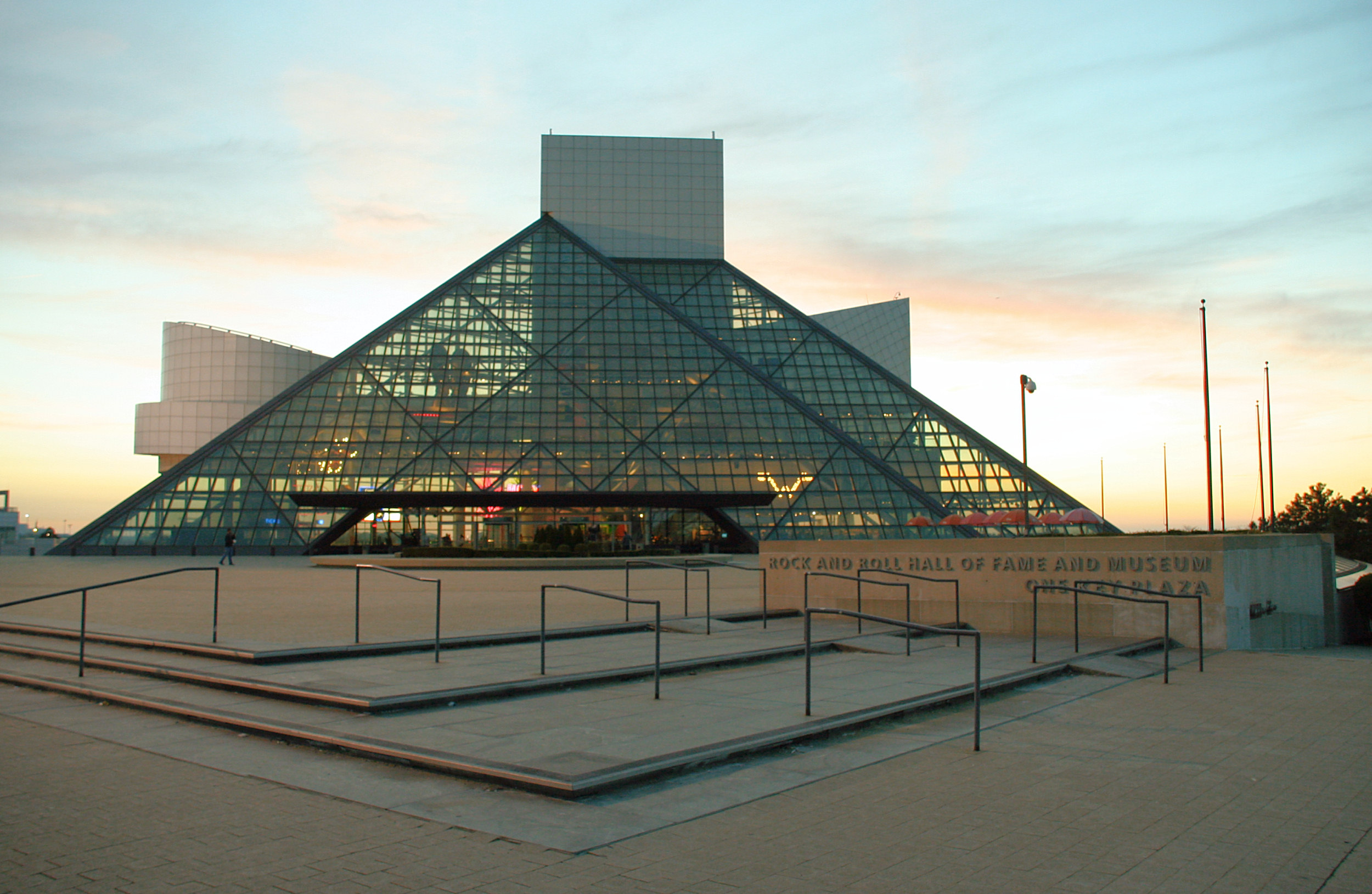
Le Rock and Roll Hall of Fame sur les rives du lac Érié.

Il existe deux grands musées d'art à Cleveland. Le Cleveland Museum of Art est l'un des principaux musées d'art américains, et sa collection comprend plus de 40 000 œuvres d'art s'étalant sur plus de 6 000 ans, des chefs-d'œuvre de l'Antiquité aux œuvres contemporaines. Le Museum of Contemporary Art de Cleveland expose des artistes établis et émergents, en particulier originaires de la région de Cleveland, et accueille des expositions temporaires.
À 8 kilomètres à l'est du centre-ville, University Circle constitue un complexe de 2,2 km2 qui regroupe une forte concentration d'activités culturelles, éducatives et d'institutions médicales. Outre l'Université Case Western Reserve, on peut ainsi trouver le Jardin botanique de Cleveland, l'hôpital universitaire, Severance Hall, le Cleveland Museum of Art, le Cleveland Museum of Natural History et la Western Reserve Historical Society. Cleveland abrite également l'œuvre d'I.M. Pei, le Rock and Roll Hall of Fame, situé sur la rive du lac Érié, à North Coast Harbor. Il s'agit d'un musée qui conserve les moments les plus significatifs des plus grands artistes de Rock 'n' roll, qu'ils soient chanteur, musicien ou producteur. On y trouve notamment Chuck Berry, James Brown, Ray Charles ou encore Little Richard et Elvis Presley. Le Great Lakes Science Center, le Musée Steamship Mather (musée maritime) et l'USS Cod, un sous-marin de la seconde Guerre mondiale, sont également installés sur ce site.

## Sports

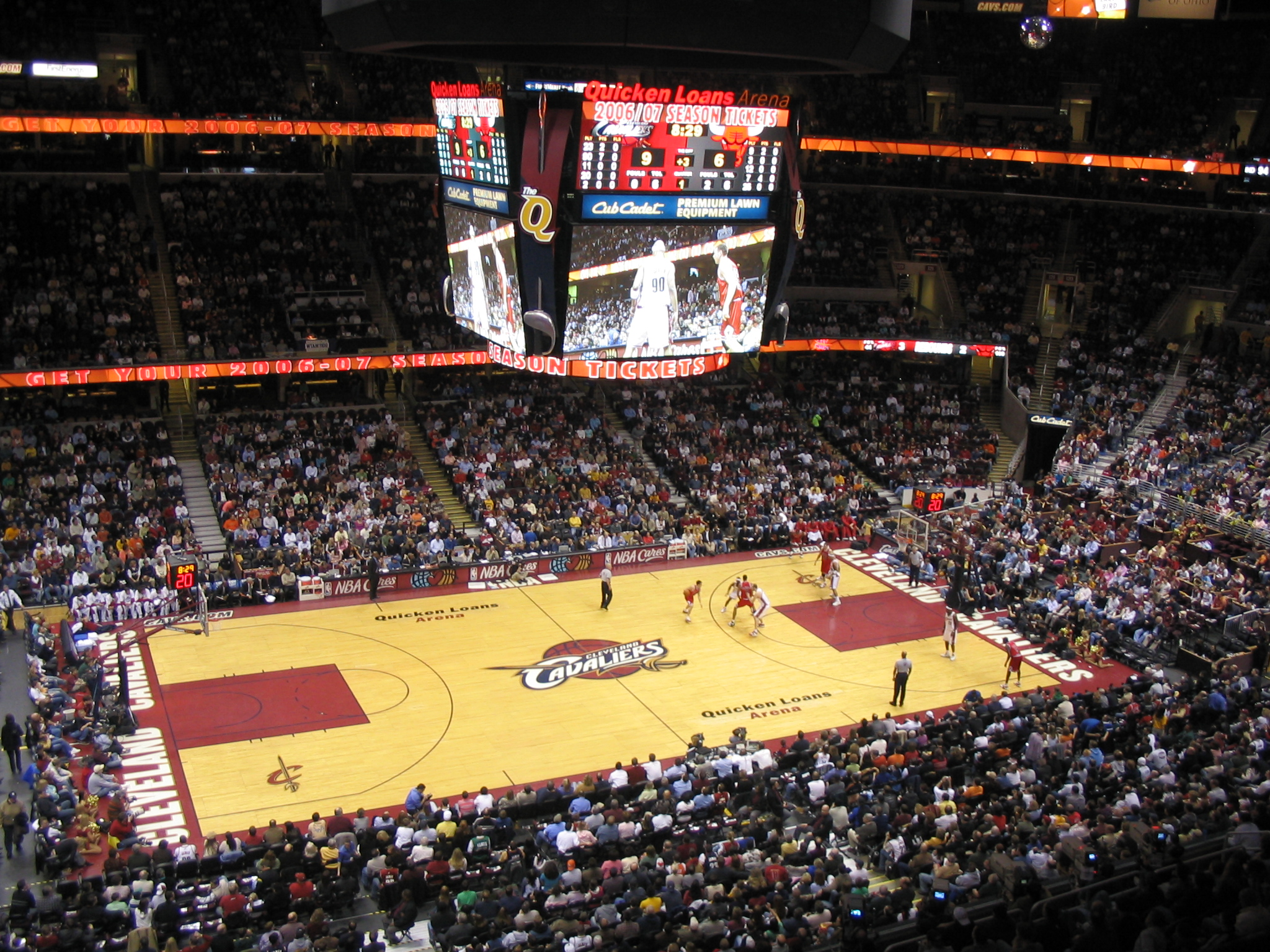
La salle du Rocket Mortgage FieldHouse qui héberge les Cavaliers, les Gladiators et les Monsters.

Le sport à Cleveland est actuellement dominé par trois grandes franchises professionnelles : les Indians de Cleveland qui évoluent en Ligue majeure de baseball depuis 1901, les Browns de Cleveland de la National Football League depuis 1950 ainsi que les Gladiators de Cleveland en Arena Football League et les Cavaliers de Cleveland, sociétaires de la NBA depuis 1970. En hockey sur glace, la ville compte les Monsters du lac Érié qui évolue en ligue américaine.
Cleveland hébergea également différentes franchises aujourd'hui disparues. La ville a compté une franchise de la Ligue nationale de hockey de 1976 à 1978 : les Barons de Cleveland et une équipe de football, les Cleveland City Stars de 2006 à 2009 qui évoluaient en seconde division de la United Soccer Leagues.
L'histoire sportive de la ville fut marquée par la conquête de quelques titres majeurs en football américain (1950, 1954, 1955, 1964) avec les Browns et deux victoires en Séries mondiales de baseball avec les Indians de Cleveland en 1920 et 1948. Plus récemment, 2016 est également une grande année sportive pour la ville avec la victoire des Cavaliers de Cleveland dans le championnat NBA de basket (une première dans l'histoire du club) ainsi que le retour des Indians aux World Series de baseball (défaite 4-3 contre les Cubs de Chicago) pour la première fois depuis 1997.
Parmi les événements sportifs annuels, on trouve le Grand Prix automobile de Cleveland comptant pour le championnat de Champ Car, le marathon de Cleveland, le tournoi de basket universitaire de la Mid-American Conference et celui de football américain universitaire de la Ohio Classic. De 2002 à 2004, la ville a également hébergé les Gravity Games, une compétition de sport extrême.

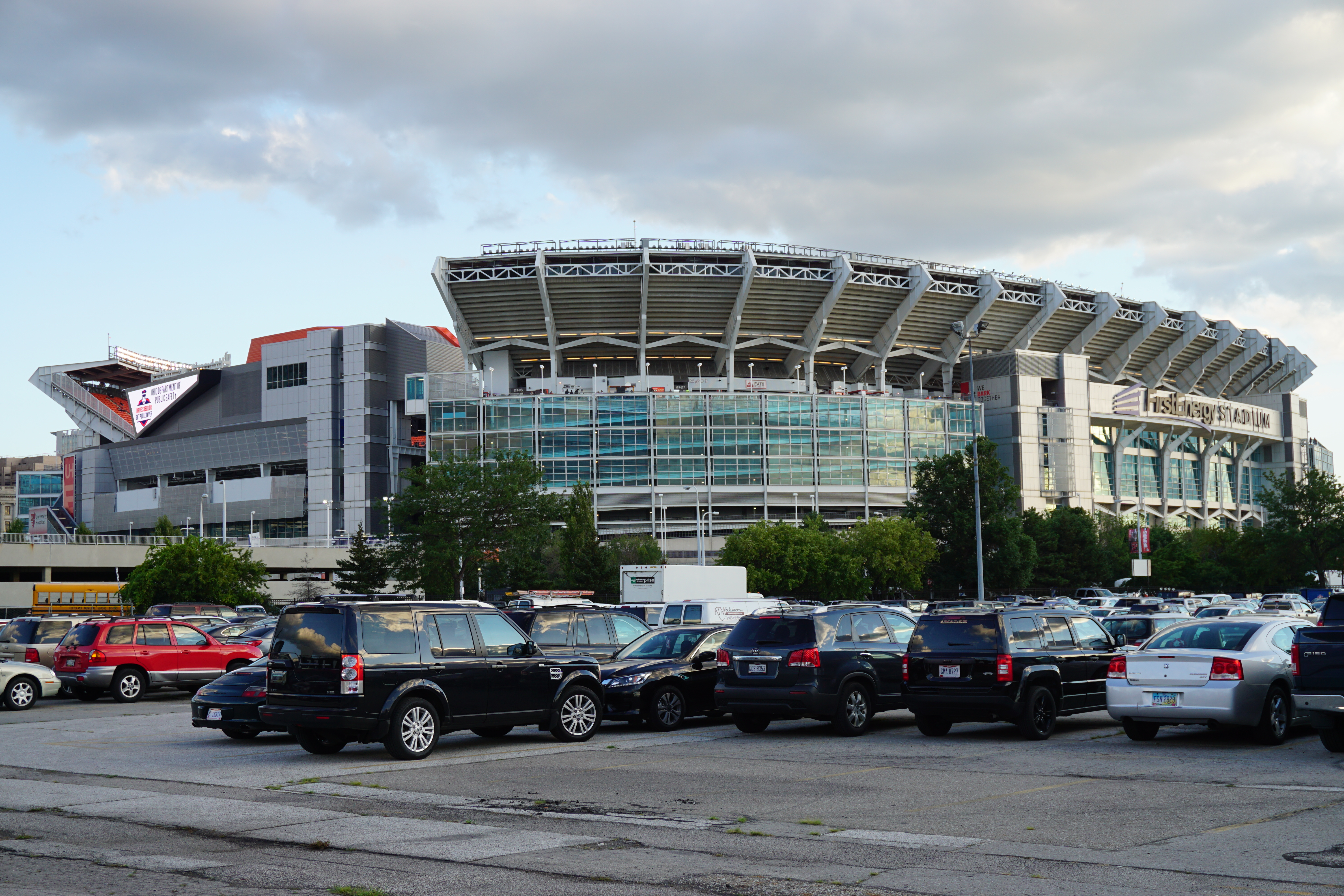
Le FirstEnergy Stadium, domicile de l'équipe de football américain des Browns de Cleveland.

La franchise des Browns est l'une des plus anciennes franchises du football américain, même si elle n'a plus gagné de championnat depuis 1964 et si elle n'a jamais participé à un Super Bowl. Le Progressive Field détient le record du plus grand nombre de matchs consécutifs joués à guichets fermés, entre 1995 et 2001, en Ligue Majeure de Baseball. Les Cavaliers de Cleveland connaissent une renaissance en raison de LeBron James, natif de la région d'Akron, qui est arrivé premier lors de la draft de la NBA 2003. Les Cavaliers ont été sacrés champions de l'Est en 2007, mais ont été battus en finales NBA par les Spurs de San Antonio. Les déconvenues récentes dans le domaine sportif ont valu à Cleveland la réputation d'être une ville maudite, ce que la chaîne ESPN a entériné en proclamant Cleveland comme la « ville sportive la plus torturée » en 2004. Cependant, le retour de LeBron James à Cleveland en 2014 (après avoir passé 4 ans au Heat de Miami, et y avoir gagné deux titres de NBA), marque le renouveau de la franchise et la propulse en finales NBA en 2015. Cependant, deux des principaux titulaires étant blessés, les Cavaliers s'inclinent 4 victoires à 2 face aux Warriors de Golden State. L'année suivante, en 2016, Cleveland se qualifie une nouvelle fois pour les finales et y retrouve ses adversaires de l'année précédente. Après être menés 3 victoires à 1, une nouvelle déconvenue se profile mais LeBron James (notamment) porte son équipe et ramène la série à 3-3, grâce notamment à Kyrie Irving. Dans un match 7 d'anthologie, les Cavaliers et les Warriors n'arrivent pas à se départager, jusqu'à ce qu'un contre venu d'ailleurs sur Andre Iguodala, et de la part de LeBron James, empêche les Warriors de marquer deux points, puis un panier à trois points de Kyrie Irving viennent sacrer cette ville maudite championne NBA après des années de disette. L'exploit est d'autant plus retentissant que Cleveland devient la seule équipe de toute l'histoire de la NBA à remporter le titre après avoir été menée 3-1 en finales, et face à l'équipe qui possède le meilleur bilan NBA sur la saison régulière. LeBron James est sacré MVP des finales et plus de 1.5 million de personnes assistent à la parade à Cleveland, quelques jours plus tard.
Lors du Match des étoiles de la Major League Soccer à Columbus, le commissaire de la MLS, Don Garber, a annoncé que Cleveland était l'une des villes en lice les mieux placées pour accueillir une équipe en 2007. Cependant des retards dans la livraison d'un stade consacré au football ont repoussé cette éventualité à la saison 2009. Entre 1976 et 1978, Cleveland avait une équipe de hockey engagée en NHL, les Barons de Cleveland, qui a ensuite été englobée par les North Stars du Minnesota. Toutefois, depuis 2007, Cleveland possède à nouveau une équipe de hockey qui évolue en ligue mineure, les Monsters du lac Érié. Par le passé, la ville a accueilli d'autres grandes équipes de la ligue de hockey et la tradition de hockey professionnel à Cleveland a commencé à l'origine avec les Barons en 1937. Cleveland fut également le berceau des Rockers de Cleveland, l'une des huit équipes d'origine de la WNBA en 1997. Cependant, l'équipe a été dissoute en 2003 en l'absence de repreneur.
Cleveland a également hébergé deux équipes de futsal, le Force de Cleveland de la Major Indoor Soccer League (de 1979 à 1988) et le Crunch de Cleveland de la NPSL (en) (de 1989 à 2005). La ville va peut-être avoir une franchise de soccer qui sera introduit dans la Major League Soccer (MLS) en 2012.
En 2013, Cleveland accueille les National Senior Games, et en 2014, les 9es Gay Games.
| Club                   | Sport              | Ligue                      | Titres | Stade/enceinte             | Date de fondation |
| ---------------------- | ------------------ | -------------------------- | ------ | -------------------------- | ----------------- |
| Indians de Cleveland   | Baseball           | Ligue majeure de baseball  | 2      | Progressive Field          | 1900              |
| Browns de Cleveland    | Football américain | NFL - AFC                  | 4      | FirstEnergy Stadium        | 1946              |
| Cavaliers de Cleveland | Basket-ball        | NBA                        | 1      | Rocket Mortgage FieldHouse | 1970              |
| Monsters de Cleveland  | Hockey sur glace   | Ligue américaine de hockey | 0      | Rocket Mortgage FieldHouse | 2007              |

## Médias
À l'instar d'autres grandes villes américaines, la ville de Cleveland possède sa propre presse écrite, The Plain Dealer, qui est le seul quotidien encore existant. Ses concurrents, le Cleveland News et le Cleveland Press, ont cessé de paraître respectivement en 1960 et en juin 1982. La ville accueille néanmoins plusieurs autres publications hebdomadaires, dont le Free Times et le Cleveland Scene.
Alors que Cleveland est classée comme la 33e ville en nombre d'habitants, le nombre important de chaines télévisées confère à la ville un classement à la 17e place des villes possédant l'offre télévisuelle la plus développée aux États-Unis, par le cabinet Nielsen Media Research pour la saison 2006-2007. Parmi les chaînes présentes, plusieurs sont affiliées aux grandes chaînes américaines, comme WKYC (NBC), WEWS (ABC), WJW (Fox), WOIO (CBS), WUAB (MNTV), WBNX (CW), WVPX (ION), WVIZ et OAEO (PBS) et la chaîne hispanophone WQHS-TV (Univision). Le programme matinal à succès The Morning Exchange, sur WEWS, a servi d'inspiration pour le programme Good Morning America. Toutes les chaînes de Cleveland diffusent en haute définition. C'est ainsi que, le 22 octobre 2007, Cleveland est devenue la première ville américaine à diffuser tous ses bulletins d'informations en TVHD.
Cleveland offre également un choix de plus de 43 stations radio en AM ou FM, et reçoit les ondes de plusieurs douzaines d'autres stations issues du nord-est de l'Ohio. En 2007, WTAM est la station radio la plus écoutée à Cleveland.

## Jumelages
La ville de Cleveland est jumelée avec :
- Alexandrie (Égypte)
- Baher Dar (Éthiopie)
- Bangalore (Inde)
- Brașov (Roumanie)
- Bratislava (Slovaquie)
- Cleveland (Royaume-Uni)
- Conakry (Guinée)
- Fier (Albanie)
- Gdańsk (Pologne)
- Heidenheim (Allemagne)
- Holon (Israël)
- Ibadan (Nigeria)
- Klaipėda (Lituanie)
- Lima (Pérou)
- Ljubljana (Slovénie)
- Miskolc (Hongrie)
- Meanguera (en) (Salvador)
- Rouen (France)
- Taipei (Taïwan)
- Volgograd (Russie)
- Comté de Mayo (Irlande)

## Religion

### Évêché catholique

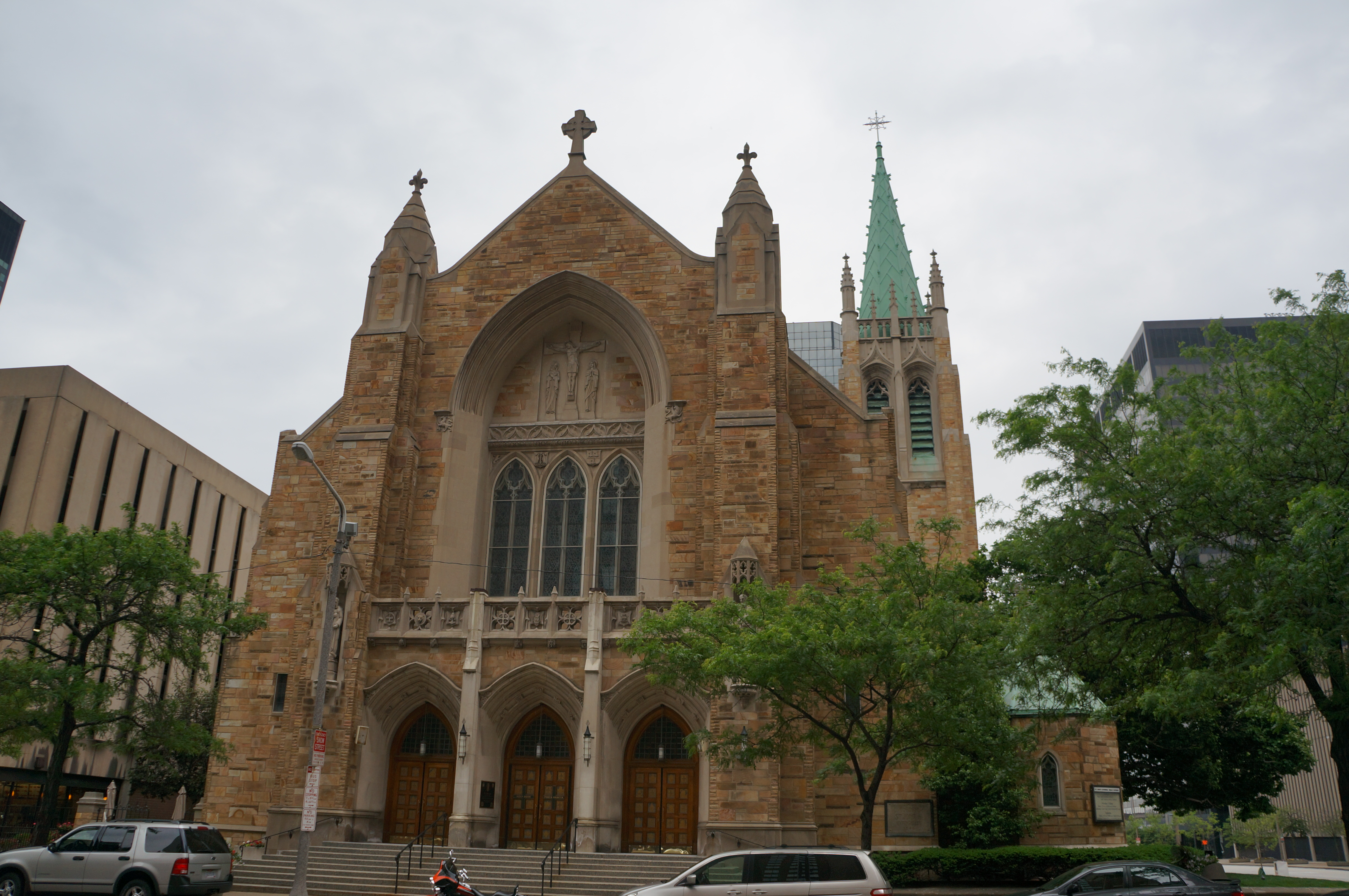
Façade de la cathédrale Saint-Jean-l'Évangéliste de Cleveland.

- La ville est le siège du diocèse de Cleveland à la cathédrale Saint-Jean-l'Évangéliste, construite en style néo-gothique au milieu du XIXe siècle par le premier évêque du diocèse Louis Amédée Rappe (1801-1877), un Français né dans le Pas-de-Calais.
- Communauté polonaise : La forte concentration de Polonais dans la région métropolitaine de Cleveland, siège d'un diocèse catholique, a conduit à la construction de nombre d'églises imposantes dans le style des cathédrales polonaises, comme le sanctuaire de Saint-Stanislas dans Slavic Village ou l'église de Saint-Jean-de-Kenty à Tremont[98],[99].
- Communauté slovaque : L'abbaye Saint-André est depuis près de 90 ans un centre culturel de premier plan pour les Américains d'origine slovaque et fut considérée des années 1950 aux années 1990, comme le lieu d'un « gouvernement en exil[100] ».

## Culture

### Monde des arts et de la musique
Au niveau musical, Cleveland est la patrie des groupes de heavy metal Chimaira et Mushroomhead, de rock indépendant avec Nine Inch Nails, My Dad Is Dead et plus récemment Cloud Nothings, de rap avec Bone Thugs-N-Harmony qui connaît un énorme succès dans les années 1990, de rock avec Raspberries et Benjamin Orr des The Cars. C'était également la ville d'origine des groupes de R'n'B The Dazz Band et The Rude Boys, et du chanteur Avant, ainsi que des groupes de musique protopunk tels que Pere Ubu, Rocket From the Tombs et Electric Eels. Le rappeur Kid Cudi,ou la chanteuse Alina Baraz, sont également originaires de quartiers de Cleveland. Le rappeur Machine Gun Kelly emménage à Cleveland à l'âge de 14 ans et y fait souvent référence dans sa musique. De même que le créateur de jeux Tom Moldvay.